# Mănăstirea Arnota

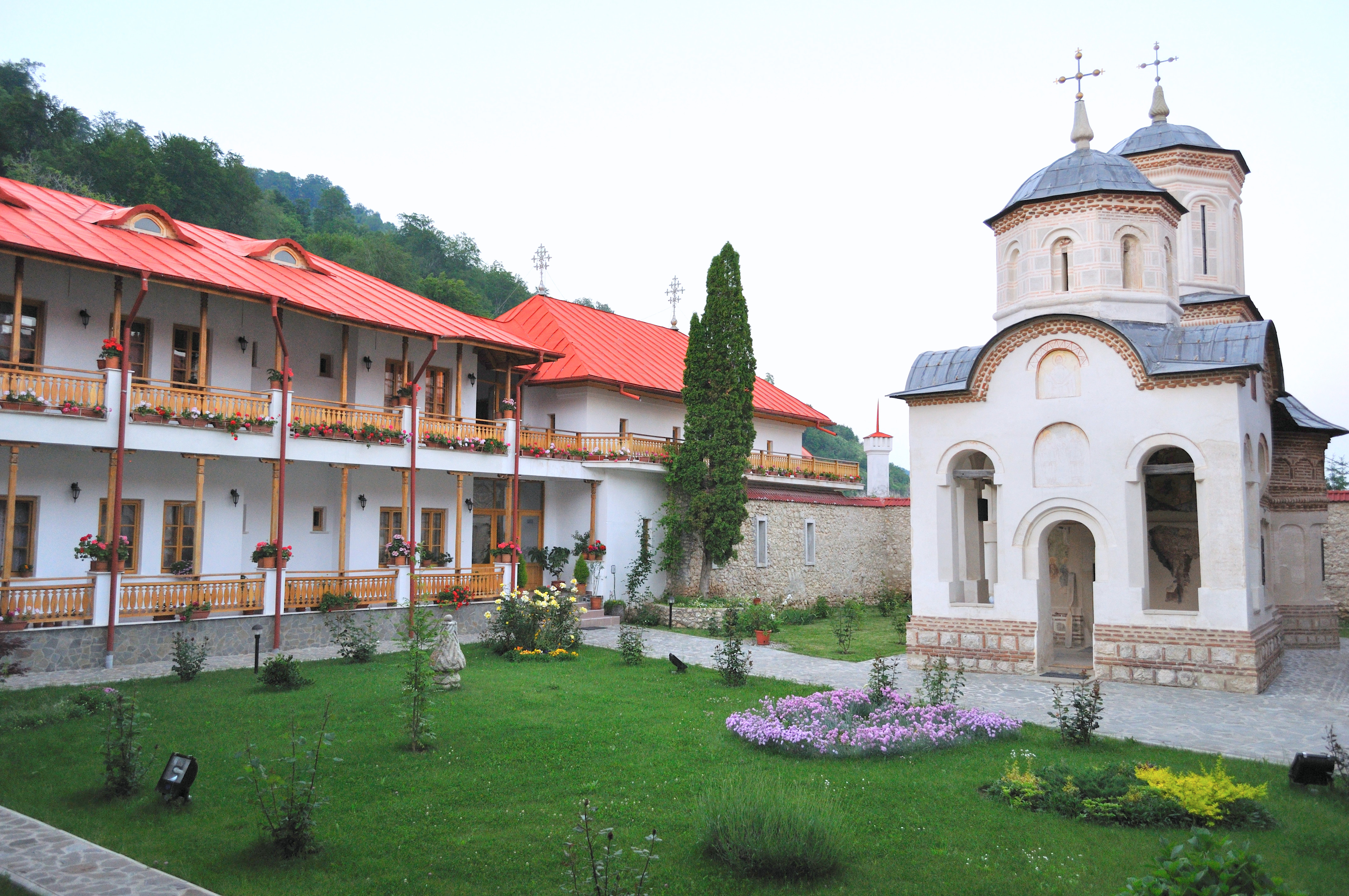
Biserica mănăstirii (cu hramul „Sfinții Arhangheli”) și chiliile

Mănăstirea Arnota este un lăcaș de cult ortodox din România care aparține de Arhiepiscopia Râmnicului. Este situată în satul Bistrița (comuna Costești) din județul Vâlcea. Mănăstirea a fost ctitorită de Matei Basarab și soția sa Elina, iar biserica poartă hramul „Sfinții Arhangheli Mihail și Gavriil”.
Ansamblul monahal a fost declarat monument istoric și inclus pe lista monumentelor arhitectonice de importanța națională  având cod LMI VL-II-a-A-09667.
Din anul 1999 Arhiepiscopia Râmnicului a transformat așezământul în mânăstire de maici, în prezent fiind dependentă de stăreția Mănăstirii Bistrița (județul Vâlcea).

## Istoric
Paul de Alep, care a vizitat Arnota în 1658, a însemnat tradiția locală, spunând că mănăstirea a fost ridicată pe locul unei biserici de lemn, construită de «vornicul» Danciu, tatăl lui Matei . Tradiția despre vechimea monumentului a fost, de altfel, înregistrată și de alți călători străini și unii istorici au socotit-o ca fiind exactă, însă ea nu poate fi atestată prin documente, pentru că pisania bisericii a dispărut.
Același Paul din Alep, care a asistat la ceremonia înmormântării lui Matei Basarab, consemnează că acesta a cerut pe patul de moarte să fie îngropat la Amota, dar urmasul său, Constantin Șerban, dădu ordin să fie înmormântat în exonartexul bisericii voievodale din Târgoviște, lângă soția sa Elina și fiul lor Mateias. Până la urmă, osemintele sale au fost transportate la Arnota, „așa cum și-a dorit-o din viață”, de voievodul Mihnea Radu III, ca urmare a invaziei turco-tătare din 1658, când i s-a profanat mormântul. Frumoasa piatră funerară în stil baroc se află astăzi alături de aceea simplă a «vornicului» Danciu, care, mort în 1595 în Transilvania, a fost mai întâi înmormântat „în catedrala din Alba-Iulia din grija și cu cheltuielile domniței Stanca, soția lui Mihai Viteazul” . Inscripția funerară de pe piatra de mormânt a lui Danciu arată că, în 1649, Matei Basarab transportă la Arnota osemintele tatălui său , după cum și Neagoe Basarab reînhumase în ctitoria sa din Curtea de Argeș pe acelea ale mamei sale. Voievodul pregătise de mult timp Arnota pentru rolul de mausoleu al familiei. Cu mult înainte de a se ridica pe tron, în 1622, el și soția sa dăruiseră Amotei o cățuie de argint . Curând după urcarea sa pe tron, în 1634-1635, el îi dărui clopote și în 1636 și 1637 îi întări veniturile. Apoi Matei și domnița Elena cumpărară «de la călugării de la Muntele Athos, plătindu-le foarte scump» moaștele Sfinților Mihai al Sinadelor, Ioan Chrisostom, Filip, Marina Athanasie, Ciril episcop al Alexandriei și, de asemenea, din sângele celor 40 de mucenici din Sebasta, și așezară această comoară la Arnota. La 5 noiembrie 1641, a fost desăvârșită racla pentru brațul Sfântului Mihail al Sinadelor, la 5 noiembrie 1646 a fost sfințită aceea pentru brațul Sfântului Filip; și una și cealaltă sunt de argint aurit, împodobite cu pietre scumpe, identice ca mărime și model, dar a doua este executată mai puțin fin decât prima. Toate acestea fură îndeplinite după un plan stabilit din vreme, înainte de 1649, dată la care «vornicul» Danciu a fost reînhumat în pronaosul bisericii, conform credinței că prezența relicvelor în sanctuarul unei biserici indică funcția funerară a acesteia. Ansamblul de pictură a fost, de asemenea, terminat la această dată și conceput astfel încât să corespundă unui edificiu funerar.  
În general se consideră că biserica a fost fondată în 1637, data actului de donație în care se precizează că a fost „făcută și întemeiată” de Matei Basarab. Or, această afirmație este contrazisă de inscripția de pe cățuia de argint oferită în 1622, care atesta că mănăstirea exista deja la acea data. De asemenea, A. Sacerdoteanu precizează că mănăstirea a fost la origine ctitorie boierească și că a devenit ctitorie voievodală mai târziu. În 1942, Nicolae Ghica-Budești consideră că biserica pare a fi anterioară domniei lui Matei Basarab, care nu a făcut decât să adauge pridvorul. Dar macheta bisericii pictate în cadrul tabloului votiv și ținută de voievod și de soția sa este reprezentată fără pridvor.
Mănăstirea a fost renovată de către Barbu Știrbei între anii 1852-1856, când o parte a chiliilor au fost dărâmate datorită stării de ruină la care se aflau. În locul lor a construit clădiri noi pe baza unor proiecte făcute de diversi arhitecți, printre care Carol Benesch. Reparații ale lăcașului au fost făcute și în anul 1934, cand s-au construit noi chilii, dar și un muzeu cu odoarele sfântului lăcaș. Între anii 1954-1958, cu ocazi ultimei consolidări a clădirilor, au fost edificate sistemele de încălzire și alimentare cu apă.

### Legenda
Legenda spune că Matei Basarab, fiind urmărit de turci, se refugiază pe un platou al muntelui unde se afla un lac montan cu mult stufăriș, datorat și faptului că locul se afla pe versantul de sud beneficiind de mult soare. În preajma lacului existau ruine ale unor biserici, iar Matei Basarab a hotărât că dacă va scăpa, va ctitori o mănăstire.

### Datare
Pentru a determina perioadele în care biserica a fost întemeiată, refăcută, pictată și mărită, a trebuit în primul rând să ne fie dată pictura, recurgându-se pentru aceasta la notele lui Alexandru Odobescu și Grigore Tocilescu. Aceștia au vizitat, respectiv, în 1868 și 1887, mănăstirea Arnota și au transcris inscripțiile marginale ale icoanelor împărătești reprezentându-i pe Sfântul Nicolae (astăzi la Muzeul de Artă), Hristos Pantocrator și Fecioara Maria Hodighitria. Ultimele două icoane au dispărut în timpul Primului Război Mondial, dar există fotografiile lor și copiile lor, făcute în 1915 de pictorul Belizarie care a reprodus exact inscripțiile citite de cei doi arheologi. Inscripția primei icoane menționează că ea a fost pictată de „Stroe din Târgoviște” în 1644, în timp ce stareț al mănăstirii era Serapion, donator în același timp al icoanei; pe celelalte două se menționează că au fost donate de Matei Basarab și doamna Elina. Similitudinea stilului dintre icoane și pictura murală a dus la concluzia că autorul acesteia a fost același Stroe din Târgoviște, ipoteză avansată de Teodora Voinescu în „Istoria artelor plastice în România”. În orice caz, ansamblul de pictură a fost executat între anii 1642 și 1644, perioadă în care relicvele Sfinților Mihail al Sinadelor, Ioan Chrisostom, mucenica Marina și apostolul Filip au fost depuse in altarul bisericii Arnota și portretele lor au fost pictate în diaconicon, în timp ce Preda Brâncoveanu, nepotul lui Matei Basarab, avea funcția de mare spătar (14 ianuarie 1636 - 20 decembrie 1644), titlu pe care îl poartă în cadrul tabloului votiv din pronaos.

## Arhitectura
Monumentul, neobișnuit de modest pentru o necropolă domnească, este un triconc sârbesc încununat de o zveltă turlă octogonală atât la exterior, cât și la interior, prelungit de un pronaos dreptunghiular îngust, boltit cu două calote sprijinite la mijloc pe un arc transversal. La origine, biserica nu avea largul pridvor cu turlă scundă octogonală, adaos care astăzi constituie cea mai distinctivă structură a siluetei generale; apariția lui Preda Brâncoveanu în tabloul votiv, boier despre care Paul de Alep afirmă că ar fi luat sub îngrijire multe ctitorii ale voievodului Matei, pledează în favoarea ipotezei că acest exonartex, rustică interpretare a unui plan în cruce greacă înscrisă, i s-ar datora.
Arhitectura bisericii, cea mai mică din vremea sa (11,7m x 7,20m), reprezintă totodată o interpretare simplificată a trinconcului Coziei. Naosul supraînălțat de turlă pe pandantivi, octogonală la exterior și la interior, este despărțit de pronaos printr-un zid, străbătut de o ușă în axul bisericii. Pronaosul, în formă de dreptunghi cu laturile lungi perpendiculare pe ax, este acoperit cu două calote pe pandantivi, despărțite printr-un arc. În tabloul votiv, biserica prezintă fațade tencuite în întregime, despărțite în două registre inegale printr-un brâu. Registrul inferior are săpate nișe dreptunghiulare cu colțurile rotunjite. În zilele noastre, după decapare, s-a constatat că registrul superior a fost și el împodobit cu nișe scurte cu marginea superioară în arc de cerc, despărțite unele de altele prin pilaștri. Ele au fost umplute și netezite ulterior, când fațadele bisericii au fost tencuite și date cu var. S-a constatat, de asemenea, că, la origine, altarul, naosul și pronaosul au avut un parament de cărămidă aparentă alternând cu benzi tencuite, spre deosebire de pridvorul, construit mai târziu, din zidărie obișnuită. Turla, după cum este reprezentată în tabloul votiv, așa cum este și astăzi, are un parament format din cărămizi aparent orizontale, alternând cu benzi tencuite, despărțite în dreptunghiuri prin grupuri de trei cărămizi puse pe lat. Toate aceste particularități ne confirmă ideea că biserica trebuie să fi existat la începutul secolului al XVII-lea și că turla, căzută fără îndoială în primele decenii ale acestui secol, a fost reconstruită de Matei, urmașul „vornicului” Danciu. 
Devenind voievod și dorind să ridice Arnota la rangul de ctitorie voievodală, dar dispunând de mijloace modeste ale vremii, Matei Basarab a pus să se văruiască fațadele bisericii, iar turla, fiind încă în stare bună, a fost lăsată cu paramentul originar. Pridvorul a fost adăugat puțin timp după repararea și pictarea bisericii, căci arhitectura sa este caracteristică primei jumătăți a secolului al XVII-lea, reprezentând o interpretare învechită a planului de cruce în greaca înscrisă, cu arcadele în plin cintru susținute de stâlpi masivi cu secțiunea octogonală, arcadă centrală a fațadei de vest, mai joasă decât celelalte, servind drept intrare. El a fost, desigur, construit de Preda Brâncoveanu, puțin după 1644, și ulterior i-a fost zidit spațiul dintre stâlpi. 

## Pictura și iconografia
Semnate în anul 1644 de zugravul Stroe din Târgoviște, frescele originare ale Arnotei au fost atribuite aceluiași artist și aceluiași interval cronologic; un grafit din altar, aparținând intervalului 1641-1642, invită o reconsiderare a datării, dar nu neapărat și a atribuirii, având în vedere faptul că un șantier de pictură murală continuat de realizarea icoanelor (fie și numai a celor împărătești) nu reprezintă o sarcină pe care un zugrav ar fi putut-o îndeplini într-un răstimp foarte scurt. Zugravii etapei brâncovenești au fost Preda și Ianache, atestați anterior la bolnița Mănăstirii Hurezi și la biserica mare a Mănăstirii Cozia.
Tabloul votiv pictat în pronaos, îi reprezintă pe Matei Basarab și Doamna Elina, pe străbunicii voievodului: Datco, mare armaș din Izvorani și Brânncoveni, înrudit cu Craioveștii, și soția sa, Calea din Brâcoveni; urmează și apoi părinții săi, vornicul Danciu, strănepot al Margăi, sora lui Neagoie Basarab, și Preda Craiovescu, mare ban, cu boierul Vâlsan, copil fiind, și Stanca din Hotărani, soția lui Danciu; pe nepotul lui Matei Basarab, Preda Brâncoveanu, și pe Barbu, fratele lui Matei. Asemănarea dintre tabloul ctitoricesc de la Arnota și cel de la Sadova, prin prezența, în ambele cazuri a bunicului Datco postelnic, a tatălui, Danciu și a unchiului voievodului, Radu postelnic, întaraste presupunerea că biserica de lemn de la Arnota, despre care vorbesc călătorii străini, a fost la început o ctitorie a Craioveștilor, căci la Sadova machetă bisericii este susținută de Matei Basarab și Elina Doamnă împreună cu Barbu Craiovescu și soția sa Negoslava. Amintim descrierea făcută de Gr. Tocilescu unui tablou, pictat probabil în secolul XIX-lea, pe care îl văzuse la Mănăstirea Bistrița și care reprezenta plecarea lui Barbu Craiovescu pentru a se călugări. În acel tablou se vedea Mănăstirea Bistrița, mai sus Arnota și mai jos Păpusa, care, după tradiție, existau deja la acea epocă. Urmașii Craioveștilor au înlocuit biserica de lemn cu una de zidărie, care a fost reparată și pictată de Matei Basarab și Preda Brâncoveanu; aceștia au adăugat chilii, un turn clopotnița la intrarea în incintă, iar mai târziu biserica a fost mărită cu pridvor. 
Constantin Brâncoveanu, descendent colateral, s-a ocupat de mănăstirea Arnota, ajunsă într-o stare gravă de părăsire și de ruină, chiar în timpul în care era mare spătar (1682-1686) înainte de a domni. În proteză s-a descifrat inscripția: “Ianache fiul lui Preda”, indentificat de Teodora Voinescu ca fiind unul dintre pictorii școlii de la Hurezi, însărcinat de Constantin Brâncoveanu să restaureze pictura . Într-adevăr se pot face ușor deosebiri esențiale în ansablul de pictură. Pe glaful ferestrelor din altar, naos și pronaos, la fel că pe lățimea arcului care bolteste trecerea dintre naos și pronaos, siluetele sfinților au proporții corecte, dar draperiile mantiilor au o eleganță stereotipă, mișcările lor sunt solemne, dar fără suplețe, figurile un oval dulce, dar sprâncenele au o grosime egală, ochii încercănați au o privire fixă, relieful buzelor este sugerat printr-o linie aspră, bărbia voluntară este reliefată de o umbră dură. În schimb, restul picturii, în locurile în care nu este prea deteliorată și poate fi luată în considerație, prezintă caractere stilistice asemănătoare celor ale icoanelor împărătești pictate de Stroe în Târgoviște. Figura lui Hristos din icoană este aproape identică cu aceea din scena Deisis, cu ovalul îngust al feței susținut de un gât drept, ochii migdalați în orbitele ușor umbrite cu cearcăne abia vizibile. Desenul sprâncenelor este nuanțat, obținut prin tușe fine de culoare, nasul este drept, cu nările subțiri, buzele sinoase, cu relieful sugerat subtil prin culoare, au colțurile drepte. Unii dintre sfinții în friză păstrează poziția frontală, alții înclină capul grațios, asemeni Fecioarei Hodigitria din icoana “împaratească”.
Gustul pictorului pentru alternanța culorilor complementare: roșu, galben, albastru stins, este evident, la fel ca și pentru armurile sfinților militari, bogat cizelate și bătute cu pietre scumpe, puse în valoare de roșul, violetul sau griul pelerinelor. Pe de altă parte, felul în care pictorul înseamnă trăsăturile figurilor prin trăsături fine, conturul precis al siluetelor, felul cum trece de la umbră la
lumină prin tonuri topite, simplificarea draperiilor și a decorului atestă influențele picturii de icoane asupra frescei.

### Programul iconografic

#### Descriere și particularități
Deși compozița programului iconografic al bisericilor de mici dimensiuni a fost subordonată secolului al XVII-lea câtorva idei principale care continuau tradiția secolcior anterioare, fiecare din ansambluri avea totuși, un mesaj propriu, care reiese din locul și importanța dată unora dintre imagini și din contextul în care apăreau. Pentru se atinge acest scop se recurgea atât la vechi sisteme de repartizare a scenelor, cât și la unele vechi tipuri iconografice, asociate altora de dată mai recentă . Astfel, unitatea culturală a epocii, dar și dorința de înnoire reies cu pregnanță, din insușirea dinamică a artiștilor de a folosi repertoriul iconografic tradițional pentru a subordona ideii principale înțelesul reprezentărilor adiacente. Trebuie luat în considerare faptul că, în Evul Mediu, unele biserici boierești erau destinate să devină, in primul rând, mausolee. Unii autori au susținut că, în secolut al XVI-lea ideea funerară nu a constituit o preocupare anume pentru iconografii picturii religioase valahe, această idee lipsind chiar în pictura pronaosului, încăpere destinată slujbelor funebre și mormintelor ctitorilor. Dimpotrivă, afirmăm că diferitele mijioace de a exprima ideea morții și a meditației asupra ei, și aceasta nu numai în pronaos, dar în întreg ansamblui de pictură al unei biserici, nu erau deloc neobișnuite în secolul al XVII-lea.  Dezvoltarea ideii și varietatea felurilor în care este figurată demonstrează că de-a lungul anilor, ordinea iconografică iși pierduse rigoarea dogmatică, diferitele asociații de imagini și de scene mărturisind o mobilitate proprie unei conceptii modeme. Arhitectura modestă a bisericii nu revela deloc calitatea sa de ctitorie voievodală, însușire care nu este dezvăluită decât de conținutul special al programului iconografic și al calității picturii. Programul iconografic, care la prima vedere nu prezintă nimic neobișnuit, ascunde o subtilă gândire teologică pe care ne este permis, fară mare greșeală să o atribuim lui Serapion, staretul mânăstirii și donatorul icoanei Sfântului Nicolae. Ctitoria ansamblului de scene reflectă politica de culturalizare a lui Matei Basarab și chiar, până la un punct, concepția sa de viață; dar, în același timp, locul ocupat de anumite imagini și asocierea dintre ele conferă picturii sensul funerar care se cuvine decorației unei necropole.
Ordonarea programului iconografic nu se diferențiază de aceea a oricărei biserici de proporții modeste, dar echilibrul dintre proporția registrelor și alegerea numărului de scene a fost astfel ales incât subiectele corespunzând simbolismului arhitectural să, fie limpede expuse. Sistemul de repartiție a scenelor, amintind de schema unora din decorurile secolului al VII-lea și reluat de pictura din Balcani a secolelor al XIV-lea și al XVI-lea, a fost adoptat, de asemenea, in Țara Românească in secolul al XVI-lea, la Bucovăț, dar sub formă mai modestă. La Arnota, în naos, scenele au fost distribuite pe semicalotele absidelor laterale, pe boltă în leagăn și pe timpanul de vest, continuându-se pe registrul cu scene, despărțit de friza sfinților în picioare printr-un rand de medalioane. În altar și pronaos, împărțirea suprafețelor pereților este mai mult sau mai puțin aceeași. În altar, programul de scene începe pe concă, iar în pronaos pe boltire și timpane, cu deosebirea că, pentru a mări înălțimea episcopilor în prima din încăperi și a ctitorilor în cea de a doua, a fost suprimat rândul de medalioane.
O altă particularitate a repartiției scenelor este că marile sărbători nu mai încep – ca de obicei – pe semicalotă, cu Nașterea, care este pictată pe semicalota nordică, ci cu Coborarea la iad.

#### Turla
Înălțimea turlei naosului a permis desfășurarea ierarhică completă a treptelor revelație divine, dominate de Hristos Pantocrator. Acesta este înconjurat de serafimi și heruvimi, urmați de sus în jos – pe registre succesive – de îngeri, de profeți și, la baza turlei, de 8 reprezentări de apostoli, înscrise în medalioane. Simbolurile apocaliptice ale evangheliștilor, pictate pe pandantivi, profeții, martirii și papii reprezentați pe arcul triumfal și pe arcurile care susțin boltirea, se adaugă, ca de obicei, suitei Pantocratorului. Desfășurarea forțelor simbolizând gruparea puterilor cerești și a personajelor Vechiului și Noului Testament în jurul lui Hristos  forma o ierarhie strânsă, având fără nici o indoială un caracter simbolic într-un stat feudal centralizat, unde voievodul era considerat unsul lui Dumnezeu.

#### Pictura din altar
În altar, datorită suprafeței reduse a încăperii, s-a procedat conform vechiului sistem al picturii de tradiție bizantină, adoptându-se o versiune redusă a unora dintre scene și s-a rezumat programul, accentuându-se totuși unele idei. Astfel, rolul Fecioarei ca receptacol al Verbului divin, ca simbol al Bisericii creștine aliată cu vechea lege a profeților, dar și ca intercesoare rugându-se neîncetat pentru credincioși, a fost figurat prin bustul Maicii Domnului orante, având pictat pe pieptul său bustul Copilului Iisus ținând în mână ruloul noii legi. Ea este adorată de arhanghelii Mihail și Gavriil și flancată de profeții Avacuum, Ieremia, Iacob și Isaia . În schimb Împărtășania apostolilor are mare dezvoltare, căci s-a preferat reprezentarea lui Hristos înveșmântat în colobium imperial cu omofor celei cu veșmânt antic purtat în viața sa pământească. El este reprezentat de două ori, de o parte și de alta a altarului, păzit de un serafim, împărtășind cu pâine la stânga și cu vin la dreapta. Ritualul este, urmând tradiția, amplificat prin dimensiunile exagerate ale episcopilor, în bogatele lor veșminte sacerdotale cu polystavrion, ținând în mâini rulouri desfășurate pe care sunt scrise rugăciuni liturgice și adorând Amnosul, simbolizat prin Hristos copil culcat pe patenă, acoperit și păzit de arhanghelii Mihail și Gavriil, pictat pe glaful ferestrei din axul altarului. Sacrificiul este reprezentat încă o dată, naturalist, în proteză , prin bustul lui Hristos mort, ieșit din potir, iar un înger îngenuncheat culegându-I într-un caliciu sângele care țâșnește din coasta Sa, totul încadrat de alți doi îngeri. În diaconicon, reprezentarea sfinților loan Chrysostom, Mihail al Sinadelor, martira Marina și apostolui Filip corespundea vechiului sistem de a reprezenta pe sfinții ale căror relicve erau păstrate în capelele funerare respective, acei sfinți fiind socotiți ca intercesori . Astfel, ritualul liturgic avea și o implicație funerară care era cerută de decorația unui altar unde se păstrau osemintele sfinte.

#### Pictura din naos
În naos, ciclul marilor sărbători începe cu Nașterea pictată pe semicalota de nord și continuă cu Prezentarea la templu și Botezul pe bolta în leagăn, la vest, Schimbarea la față pe timpanul de vest și Coborârea Ia iad pe semicalota de est. Or, Coborârea la iad sau la limbi, relatată de Nicodim în evanghelia sa, echivala cu învierea. La Arnota, scena îl arăta pe Hristos din profil, coborât la iad, călcând în picioare porțile și lacăele sfărâmate și trăgând cu mâna dreaptă pe Adam. Eva, loan Botezătorul, urmați de proroci, sunt la stânga lui Hristos, iar la dreapta se află David și alți împărați cu coroane. Marile sărbători sunt separate de ciclul Patimilor, care se desfășoară cronologic de la sud la vest și nord cu scenele: Cina din casa lui Simon, Spălarea picioarelor, Cina cea de taină, Rugăciunea din grădina Ghetsimani, Prinderea lui Hristos și Drumul crucii. Din ciclul marilor sărbători, în care accentul s-a pus pe ideea învierii prin Schimbarea la față și Coborârea la iad, lipsește Răstignirea - temă care justifica misiunea lui Hristos pe pământ, aceea de a răscumpăra păcatele omenirii. Acest fapt nu se datorează lipsei de suprafață, pentru că celelalte scene au dimensiuni destul de mari. Cina din casa lui Simon și Drumul crucii au o întindere deosebită. Este cazul să amintim că, în primele secole ale creștinismului, Răstignirea nu fusese acceptată decât ca o figurare a îndeplinirii dogmei și nu ca reprezentare a suferințelor omenești ale lui Hristos.

#### TemaDeisis
La fel ca la Căluiul și Sadova, registrul cu sfinți începe și la Arnota, pe peretele de sud, la dreapta altarului, cu Deisis sub formă imperială, dar nu mai conține pe ctitori, care sunt pictați in pronaos. După studii recente asupra semnificației programelor iconografice, reprezentarea Coborârii la iad și a Deisisului lângă scenele Patimilor revela caracterul funerar al monumentului respectiv. Acest înteles era evident atunci când ctitorii erau reprezentați și îngropați în încăperea respectivă. Dar cu timpul s-au produs mutații cu privire la acest aranjament al compunerii programelor iconografice, în sensul câ ideea funerară nu era implicată numai in decorația pictată a unei încăperi în care se morminte, ci în tot ansamblul de pictură al bisericii, idee care revine ca un leit-motiv, chiar dacă mormintele se aflau — cu precădere în Țara Românească — în pronaos. O nouă interpretare Deisisului reprezentat în Tara Românească în secolele XVI, XVII și XVIII, pe peretele de sud al naosului, la dreapta altarului, Deisis cu caracter înpărătesc cu Hristos tronând în veșminte episcopale, cu Maica Domnului în ținută de prințesă bizantină, încoronată și Prodromul în costum antic. După cum este bine cunoscut, Sfânta Fecioară și Ioan Botezătorul fuseseră învestiți de teologii bizantini cu rolul de intercesori pe lângă Hristos, împărat ceresc, și toți trei, în costume antice și încadrați de îngeri, formau motivul superior principal în Judecata din urmă. Scena are și o semnificație liturgică, întrucât personajele erau invocate și în rugăciunea protezei. Rolul liturgic al Deisisului era evident când era pictat în altar, păstrându-și în același timp înțelesul funerar, de intercesiune, la Judecata din urmă.

#### Tema funerară
De-a lungul primelor trei sferturi ale secolului al XVII-lea, ideea funerară nu apare numai în programul iconografic al mănăstirii Arnota, dar, de asemenea cu oarecare modificări – și în acela al bisericilor Băjești, Săcuieni și Topolnița, care în afară de funcția normală, erau destinate să o îndeplinească și pe aceea de mausolee. La Arnota, în naos, biruința asupra morții era întărită prin Soborul îngerilor, reprezentat alături de sfinții în picioare, scenă care păstra înțelesul său inițial, militant, acela al imaginii lui Hristos impusă de înseși puterile cerești de îngerii care îi purtau figura înscrisă în medalion, dar și semnificația sa funerară, deoarece la Judecata din urmă Hristos apărea, de asemenea, înconjurat de îngeri. Invocația ca intercesori și protectori în lupte a sfinților militari pictați în friză era accentuată și de reprezentarea Sfântului Eustație cu fiii Agapie și Theoctistos, ținând discul cu imaginea lui Hristos. Pe arcul lat care boltea trecerea dintre naos și pronaos, reprezentarea celor 7 Maccabei și a Celor trei evrei în cuptor – scene biblice prefigurând martiriile creștine, sublinia credința în nemurirea sufletului. În pronaos, reprezentarea pe una dintre calote a lui Hristos Emanuel, adică a Logosului înainte de Întrupare, iar pe timpane și registrele respective a scenelor istorice ale Acatistului Maicii Domnului, constituia o explicație dezvoltată a Întrupării, continuându-se ideea liturgică exprimată "în altar și naos“. Pe cealaltă calotă, Hristos, mare episcop, sugerează invocarea sa în calitatea de conducător suprem al Bisericii creștine. Reprezentarea Sfântului Nicodim alături de Sfântul Grigorie Decapolitul atestă voința de a-l avea drept pildă pe Nicodim, ctitorul mănăstirilor Vodița și Tismana, organizatorul vieții monahicești în Țara Românească. Leit-motivul funerar reapare in pronaos prin scenele obișnuite: alegoria licornei și a profetului Iona vomitat de balenă, iar Judecata din urmă, pictată în pridvorul, construit mai târziu după corpul principal al bisericii, dă ansamblului de pictură de la Arnota finalitatea sa firească. Pentru a defini stilul picturii de la Amota, nu ne vom referi la tipurile iconografice, foarte elaborate, care păstrau caracterul clasic, propriu spiritului sobru al picturii bizantine, ci vom scoate în evidență modul delicat și naiv cu care Stroe, pictorul de la Târgoviște, interpretează procedeele picturii tradiționale. Farmecul picturii sale constă în simplificarea modelelor prin care caută să descrie, ca într-o baladă populară, viața și învățătura lui Hristos. Desenul său, care nu are nimic aspru sau definitiv, vrea doar să stilizeze și să infrumusețeze vechi prototipuri. În Prezentarea la templu, căuta, prin linii repetate cu finețe, să redea eleganța mișcărilor. Cutele draperiilor indică sumar relieful formelor, sugerate ușor prin tonuri plate. Gesturile personajelor sunt timide, respectuoase, chiar cele ale potrivnicilor lui Hristos. 
Trăsăturile figurilor sunt indicate cu o finețe de miniatura, in tonuri de ocru palid. Pupilele ochilor au transparența chihlimbarului. Înclinația hieratică a episcopilor pictați în altar este  înlocuită de o aplecare ușoară, de o ținută care, cu toată somptuozitatea veșmintelor episcopale, amintește mai degrabă de aceea a bătrânilor preoți de țară. Arhitecturile formând fundalurile scenelor sunt arhaice, cu turnuri, între care flutură draperii. Personajele se detașează în relief ușor pe griul și ocrul arhitecturilor și verdele pământului.

#### Tablou ctitoricesc
În ceea ce privește tabloul ctitoricesc, pictorul a respectat tradiția după care voievodul primește învestitura prin mâna lui Dumnezeu, ieșind din norii" Portretele fin cizelate au o expresie spiritualizată și aproape imaterială. Astfel chipurile lui Matei Basarab, Doamnei Elina și «vornicului» Danciu, de o parte, și restul familiei, primele fiind idealizate și fiind opera lui Stroe din Târgoviște în timp ce la celelalte se simte efortul de a realiza asemănarea prin accentuarea trasaturilor. De pildă, atât Preda Brâncoveanu, cât și fiul său, Papa, au un nas mare acvilin, trăsătură de familie care se va găsi mai târziu și la portretele lui Constantin Brâncoveanu. Se presupune că asupra celorlalte portrete a revenit pictorul Ianache, fiul lui Preda, în anii 1703-1705, cănd Constantin Brâncoveanu a pus să se restaureze pictura.

## Valoare patrimonială

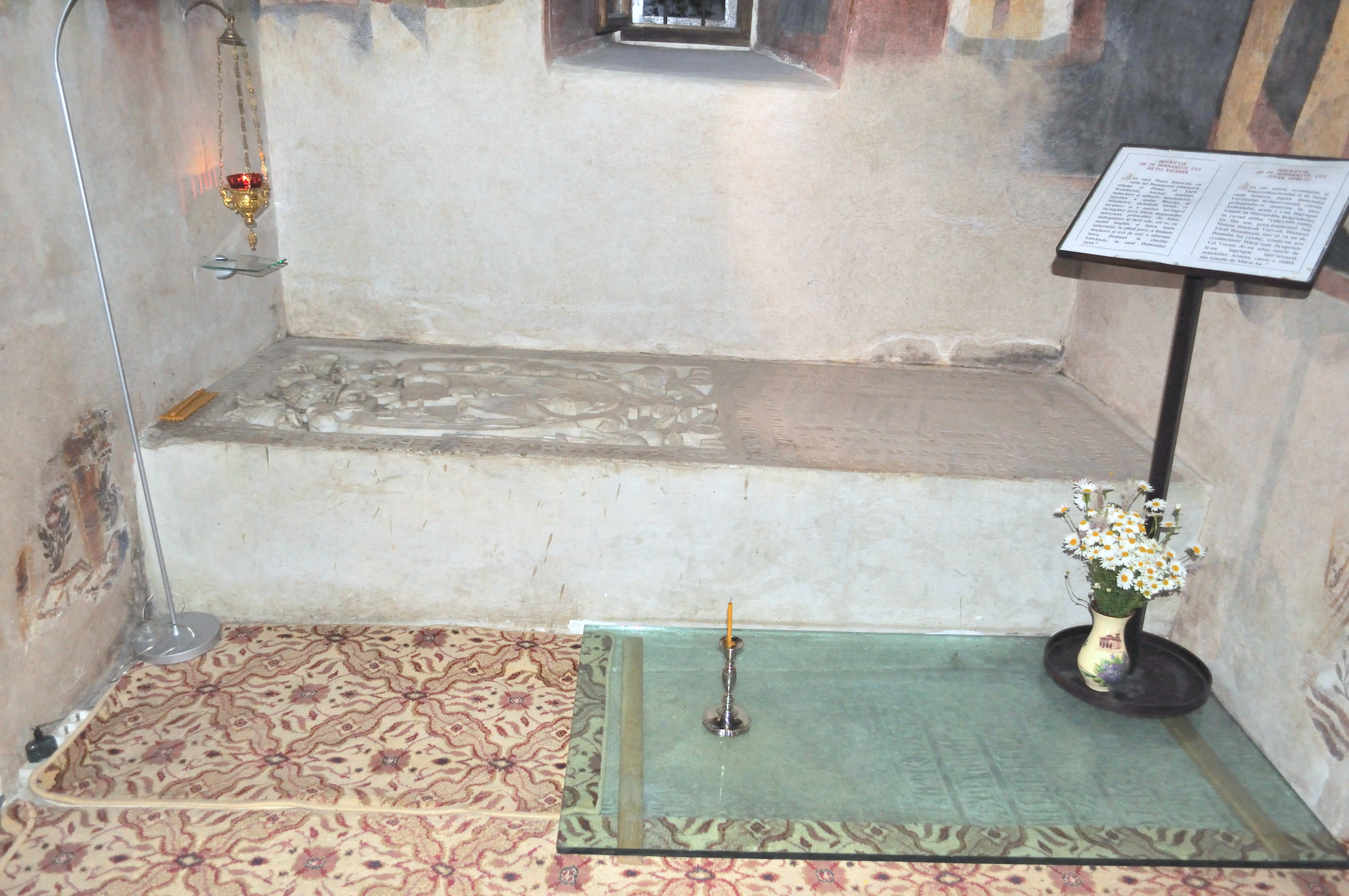
„Aici zace Matei Basarab, cu mila lui Dumnezeu odinioară stăpân și Domn al Țării Românești, bărbat înțelept, îndurător și milostiv, întemeietor, înnoitor a multe biserici și mănăstiri; niciodată biruit, ci biruitor; și a multor învingeri învingător prea slăvit, dușmanilor înfricoșat, prietenilor de folos, îmbogățitor al țării sale, cel ce, cu multă bogăție și întru toate îndestulat, în plină pace, a domnit douăzeci și trei de ani; a adormit întru Domnul, la cinstite bătrânețe, în anul Domnului 1654.”

Mânăstirea Arnota se denotă prin importanță istorică și valoare patrimonială deosebite. Biserica (împreună cu biserica Mânăstirii Plătărești din jud. Călărași) păstrează în forma originială picturile murale de secol XVII, comandate de Matei Basarab. Catapeteasma, reconstruită la începutul secolului al XVIII-lea de Constantin Brâncoveanu, este păstrată în prezent la Muzeul de Artă din București (din 1913), purtând cu ea o frumusețe specifică a sculpturilor în stil brâncovenesc. Ușa bisericii datează tot din vremea lui de Constantin Brâncoveanu păstrând inscriptiile orginale în limba slavonă ”Aceste uși le-a făcut Constantin Brâncoveanu vel-logofăt”. Pronaosul bisericii găzduiește mormintul lui Matei Basarab (n.1580- d. 09.aprilie.1654, îngropat inițial la Târgoviște dar adus la Arnota după răscoala Seimenilor)  si cel al lui Danciu vel-vornic (tatăl lui Matei Basarab, căzut în luptele din Transilvania în 1604; a fost înmormântat inițial la Alba-Iulia, dar mutat după 44 de ani la Arnota).

## Imagini

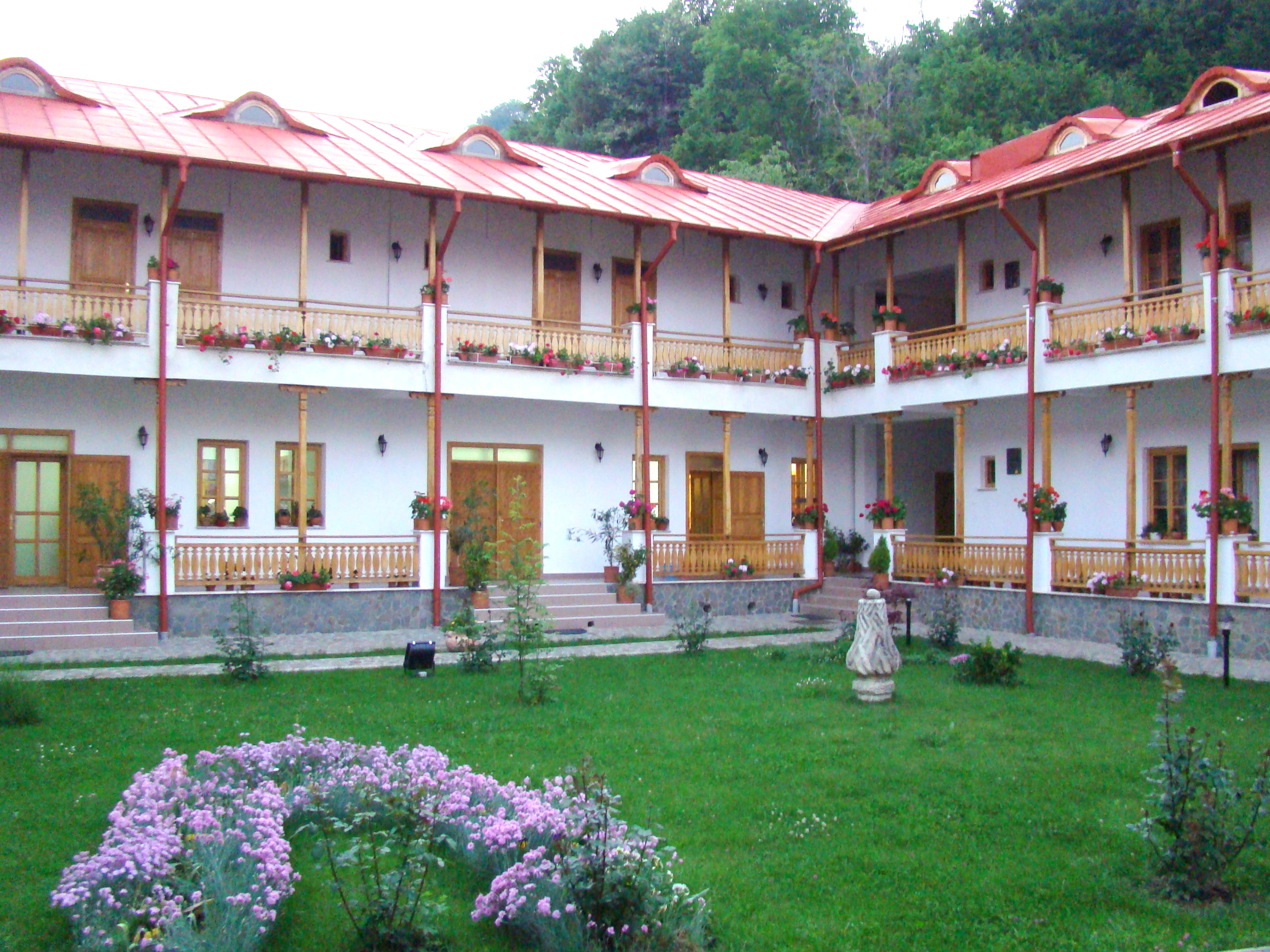
Chillile
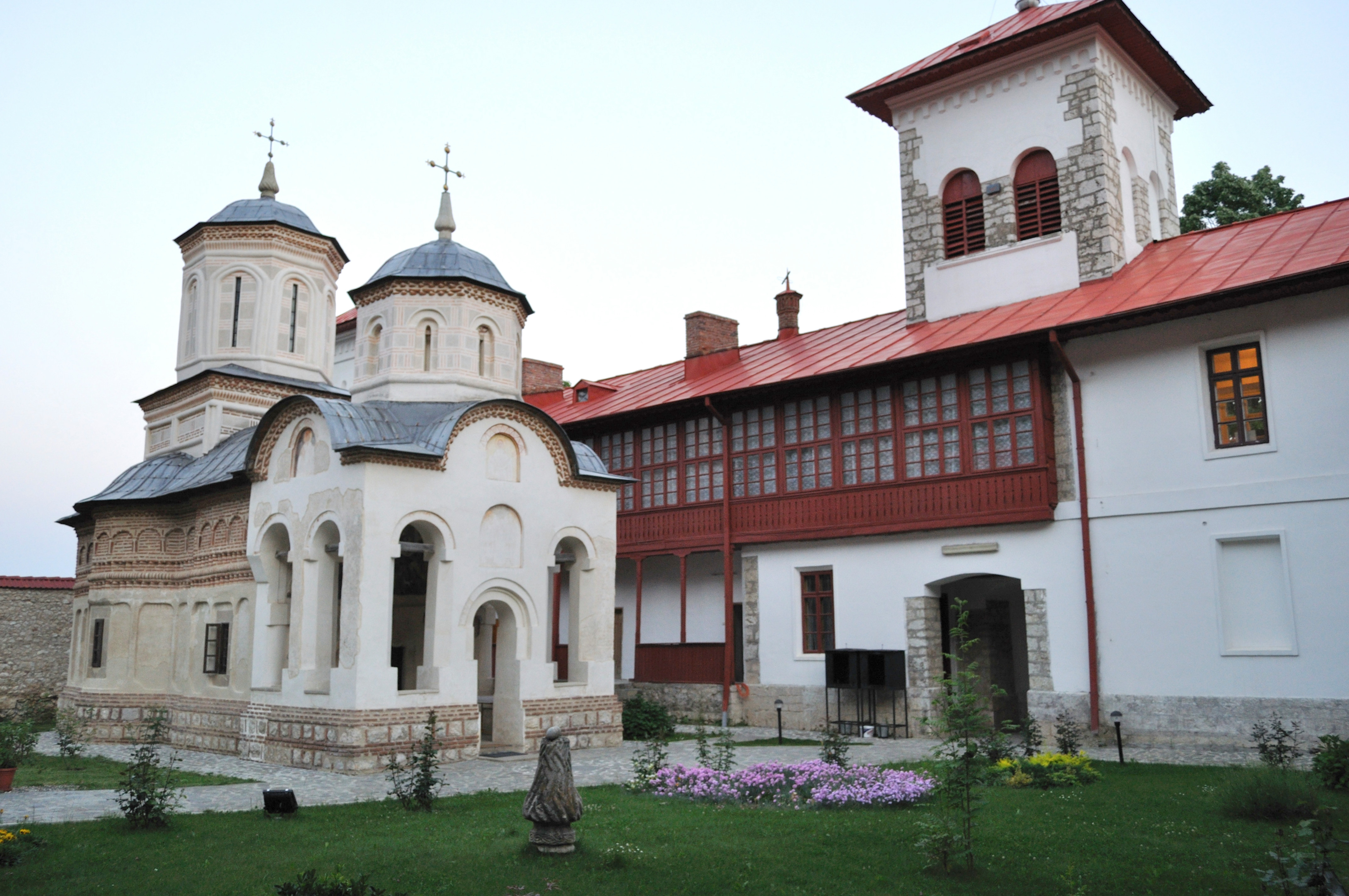
Biserica (nord-vest)
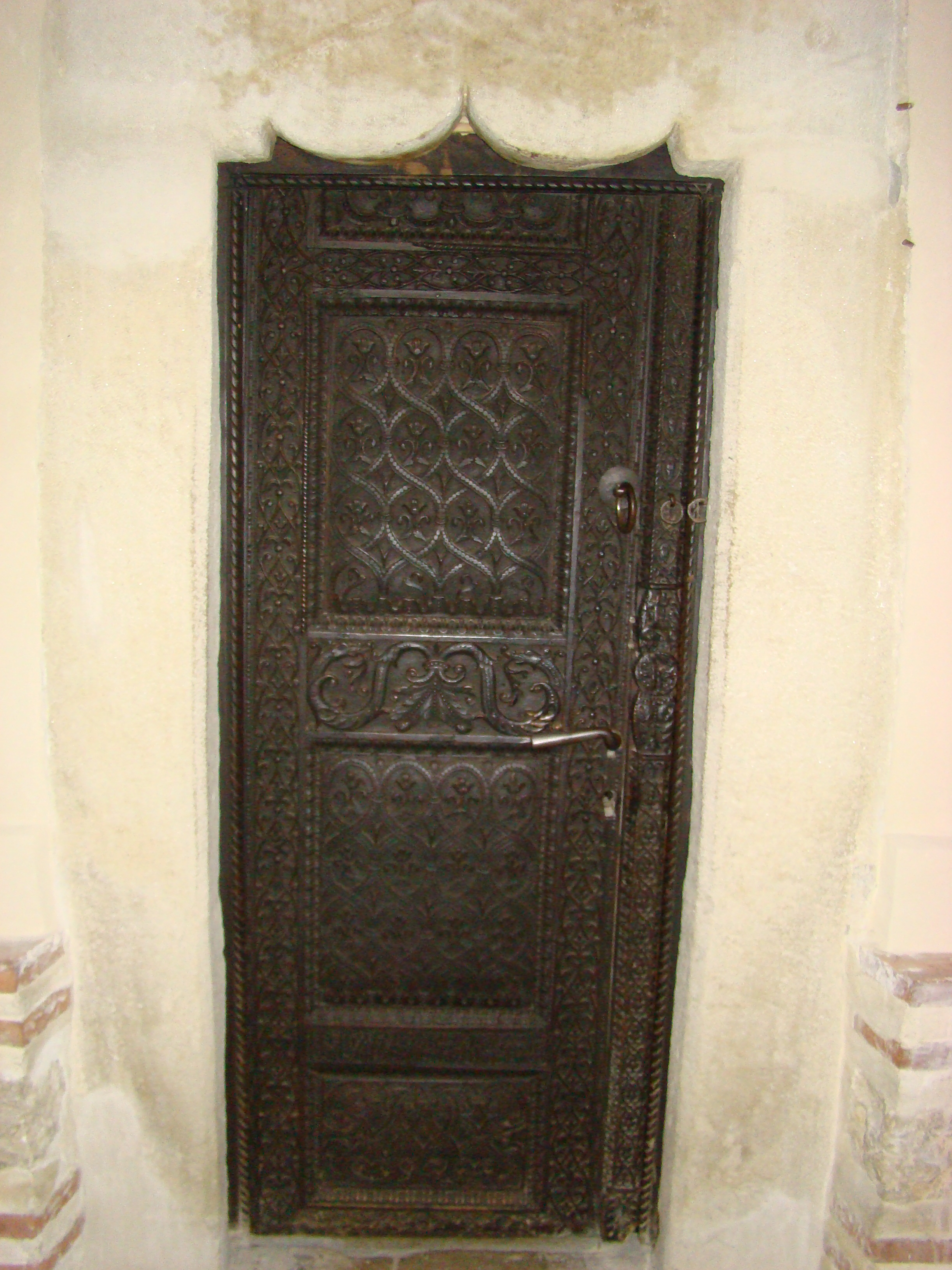
Ușă de intrare lucrată în lemn de castan
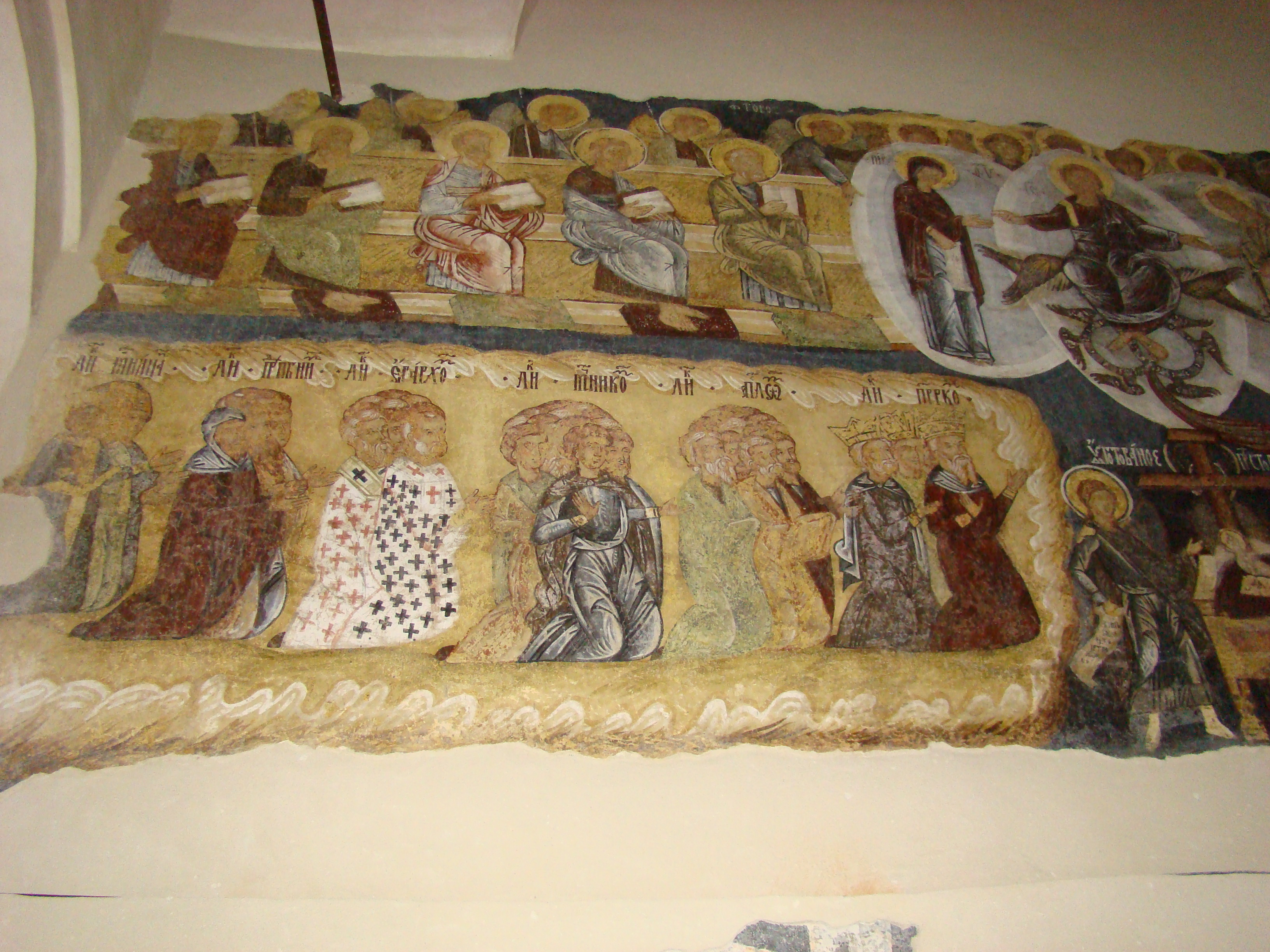
Detaliu pictură pridvor
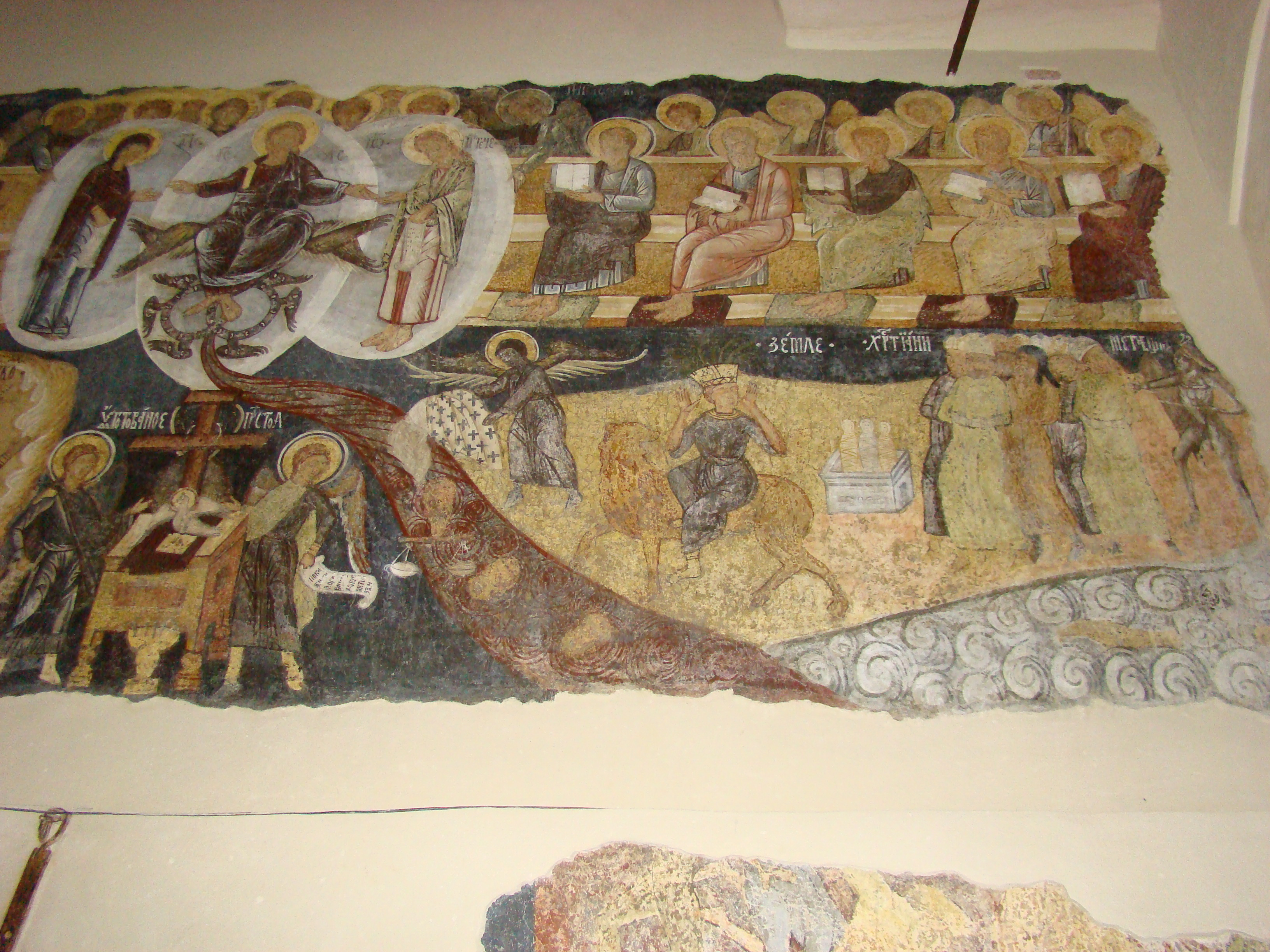
Detaliu pictură pridvor
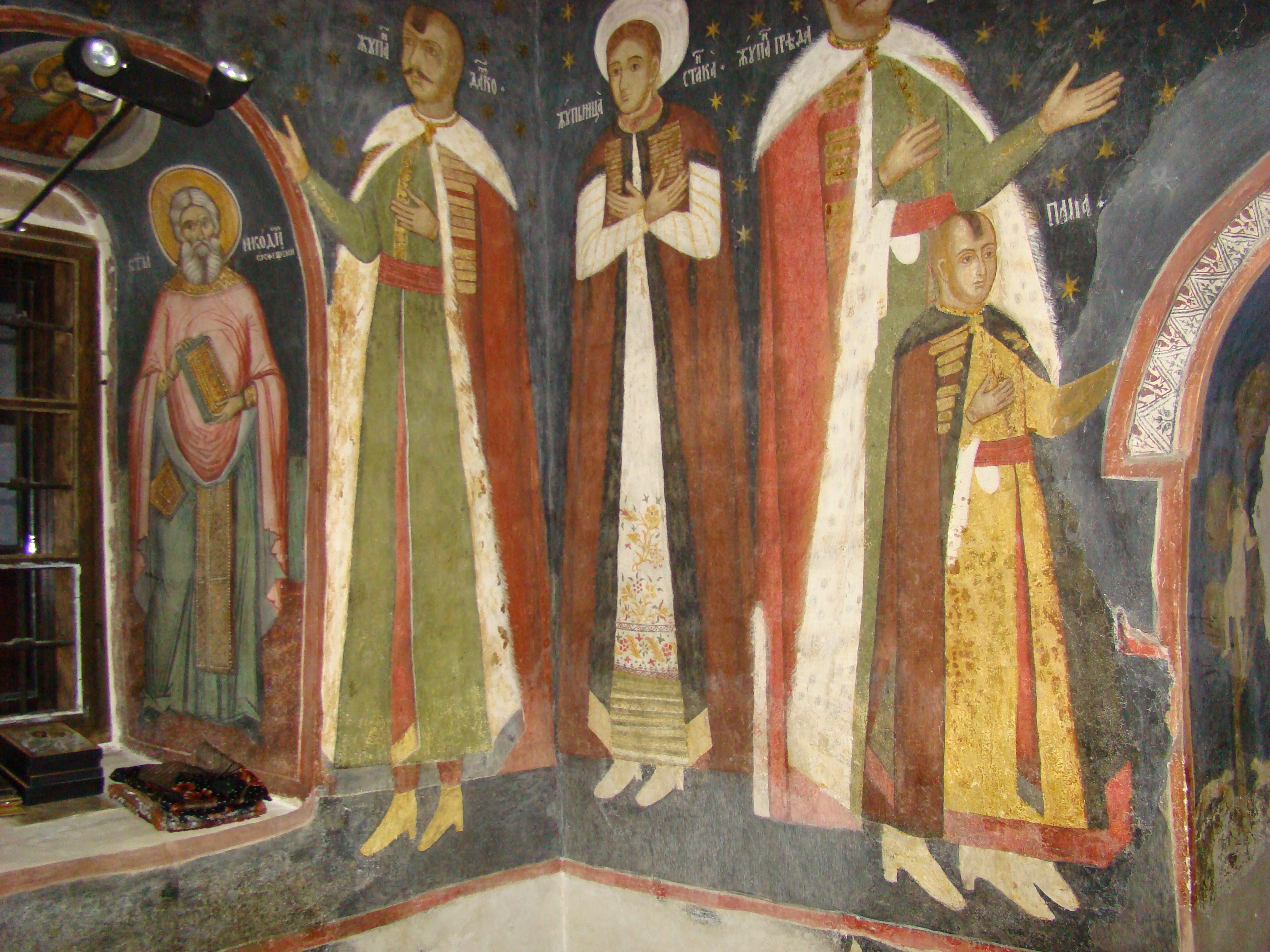
Detaliu pictură pridvor
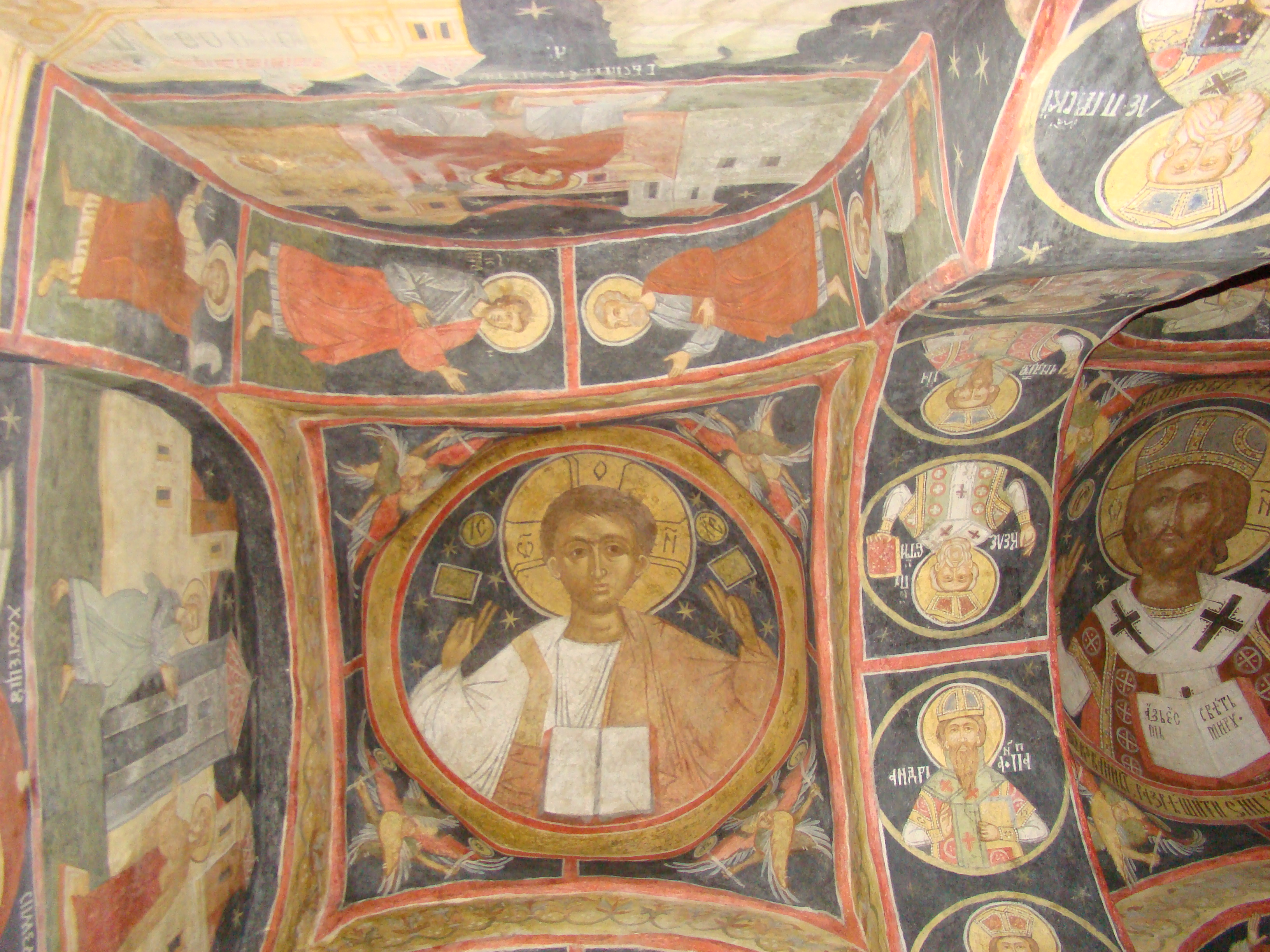
Detaliu pictură pridvor
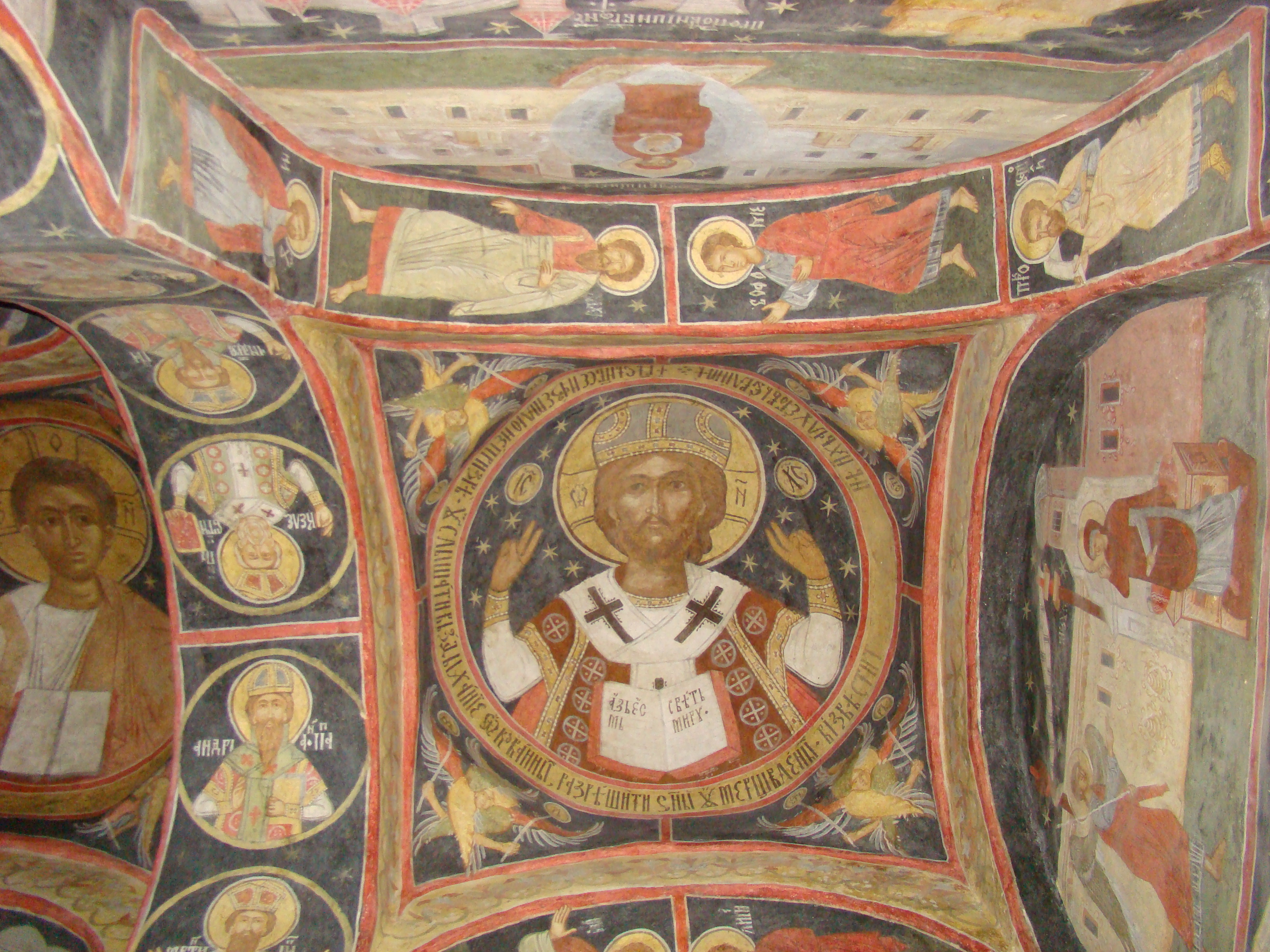
Detaliu pictură pridvor
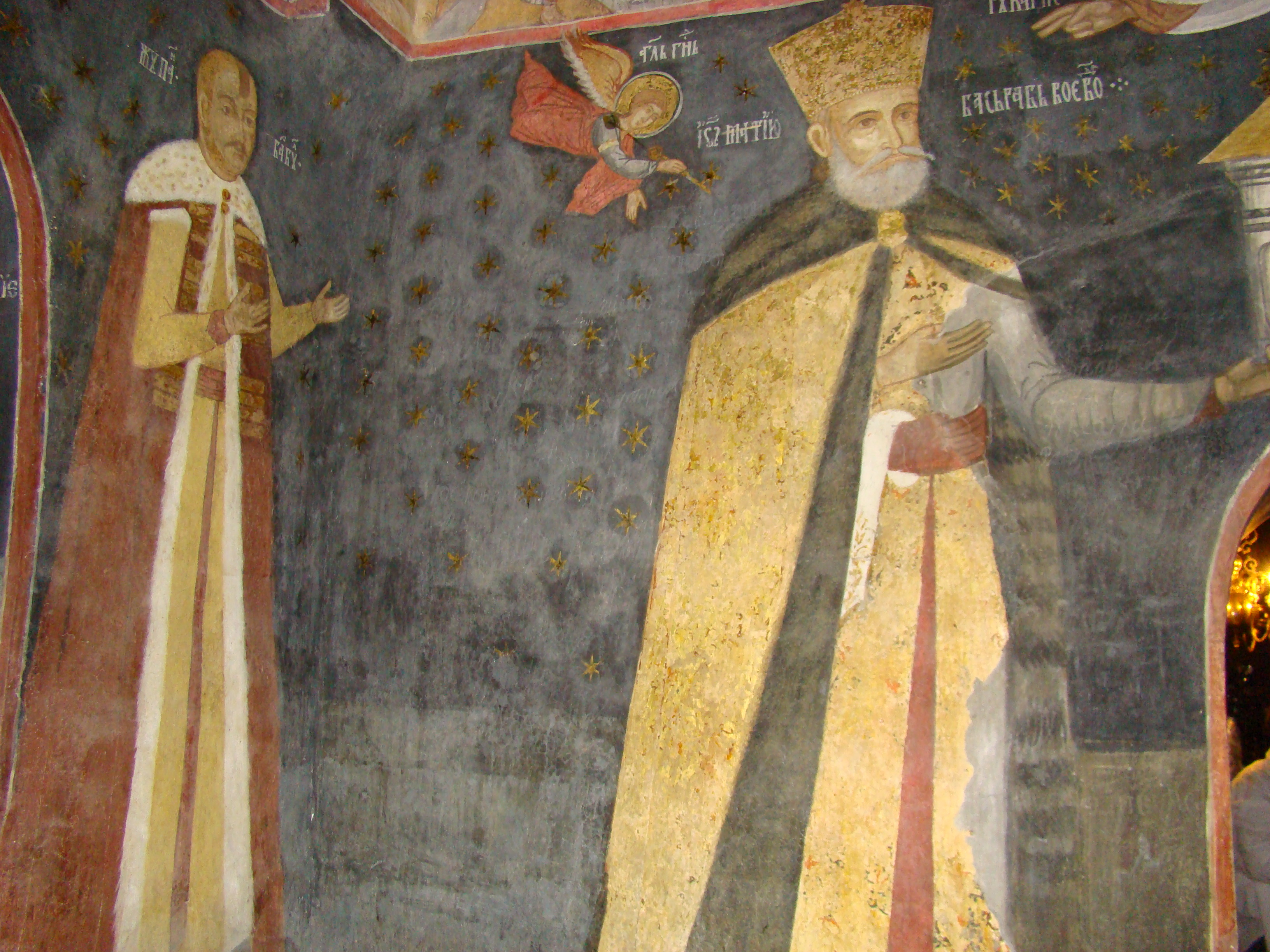
Matei Basarab (partea dreaptă)
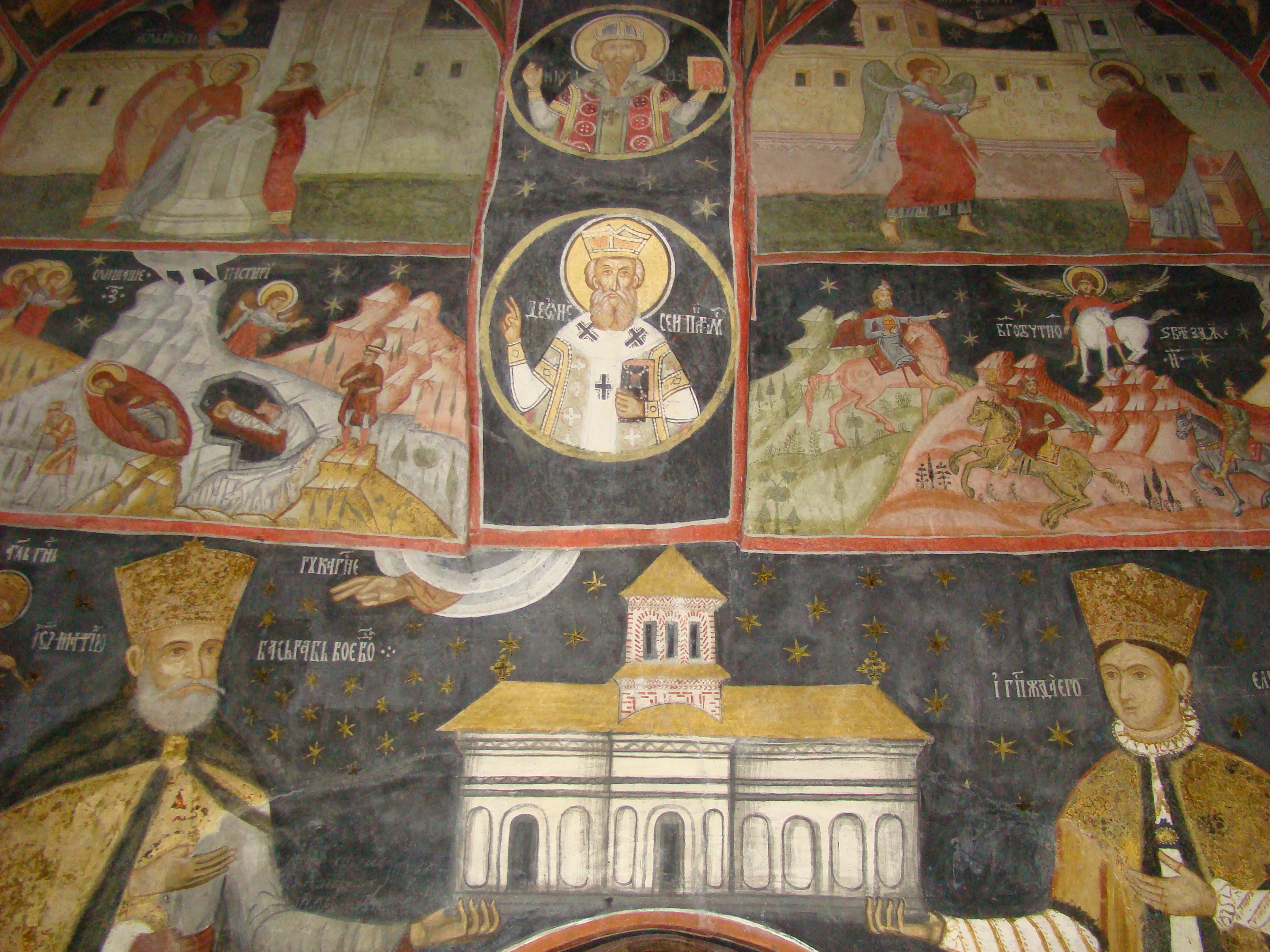
Matei Basarab și soția sa Elena ținând în mâini Biserica
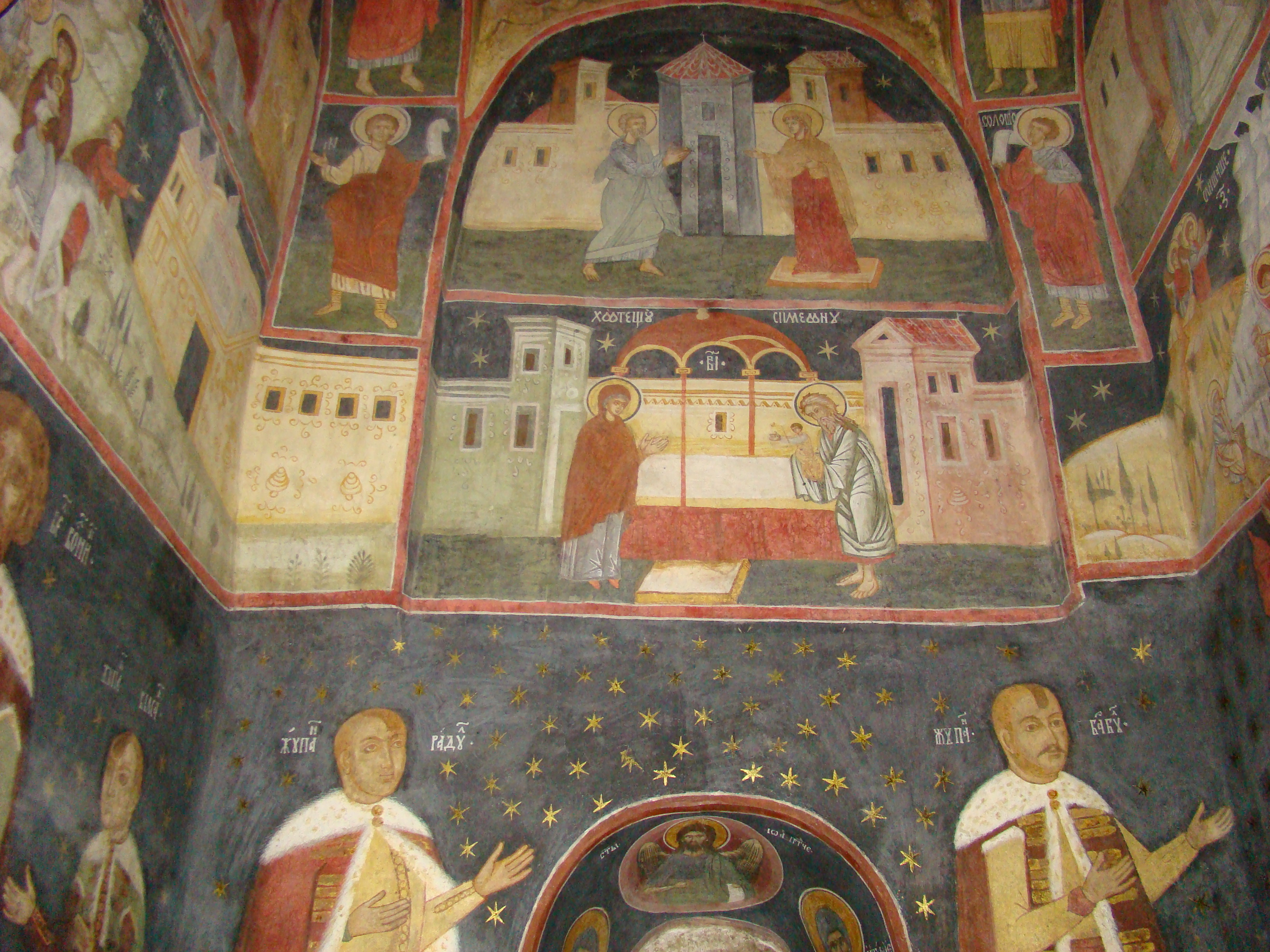
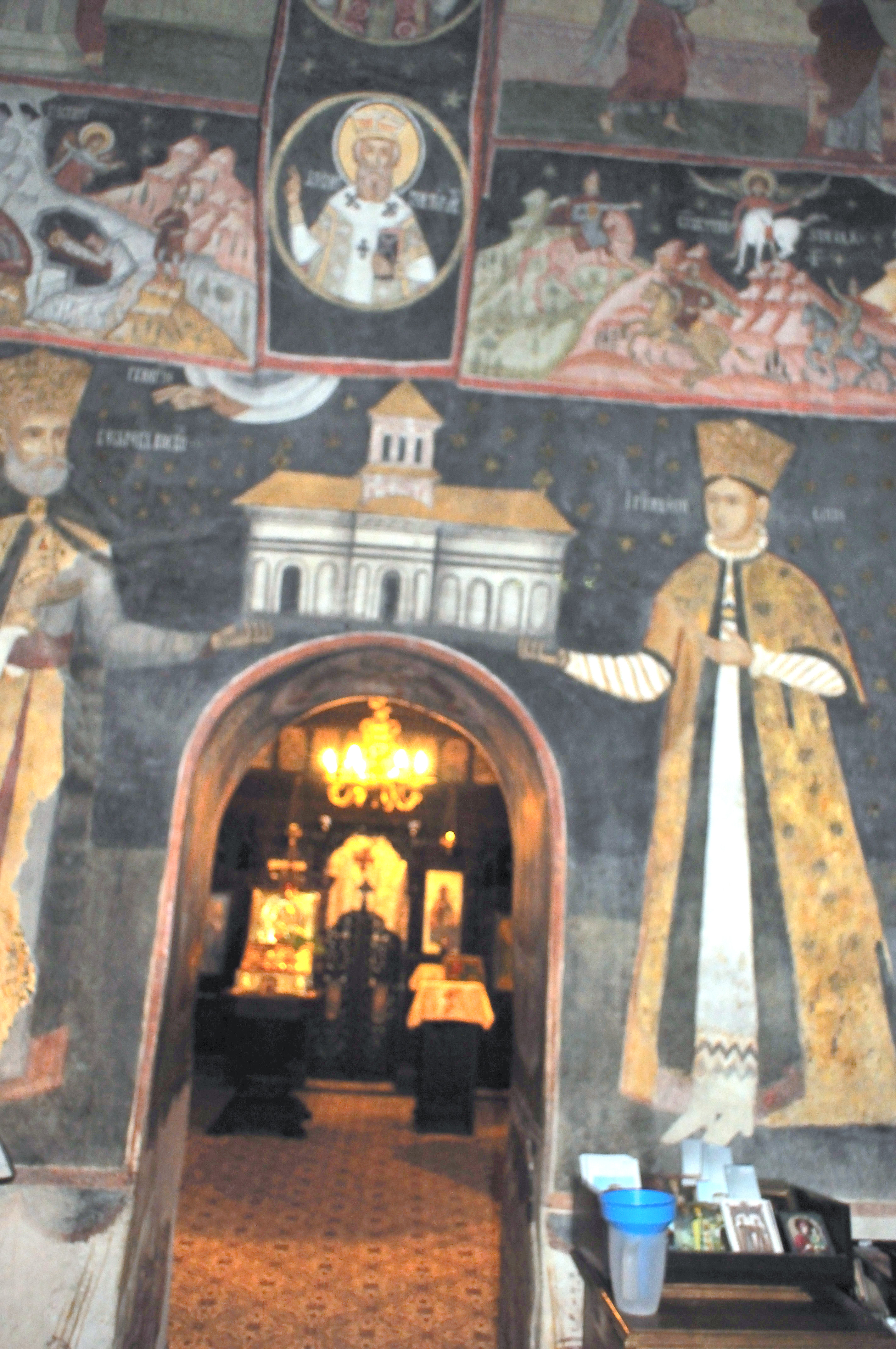
Matei Basarab și soția sa Elena ținând în mâini Biserica
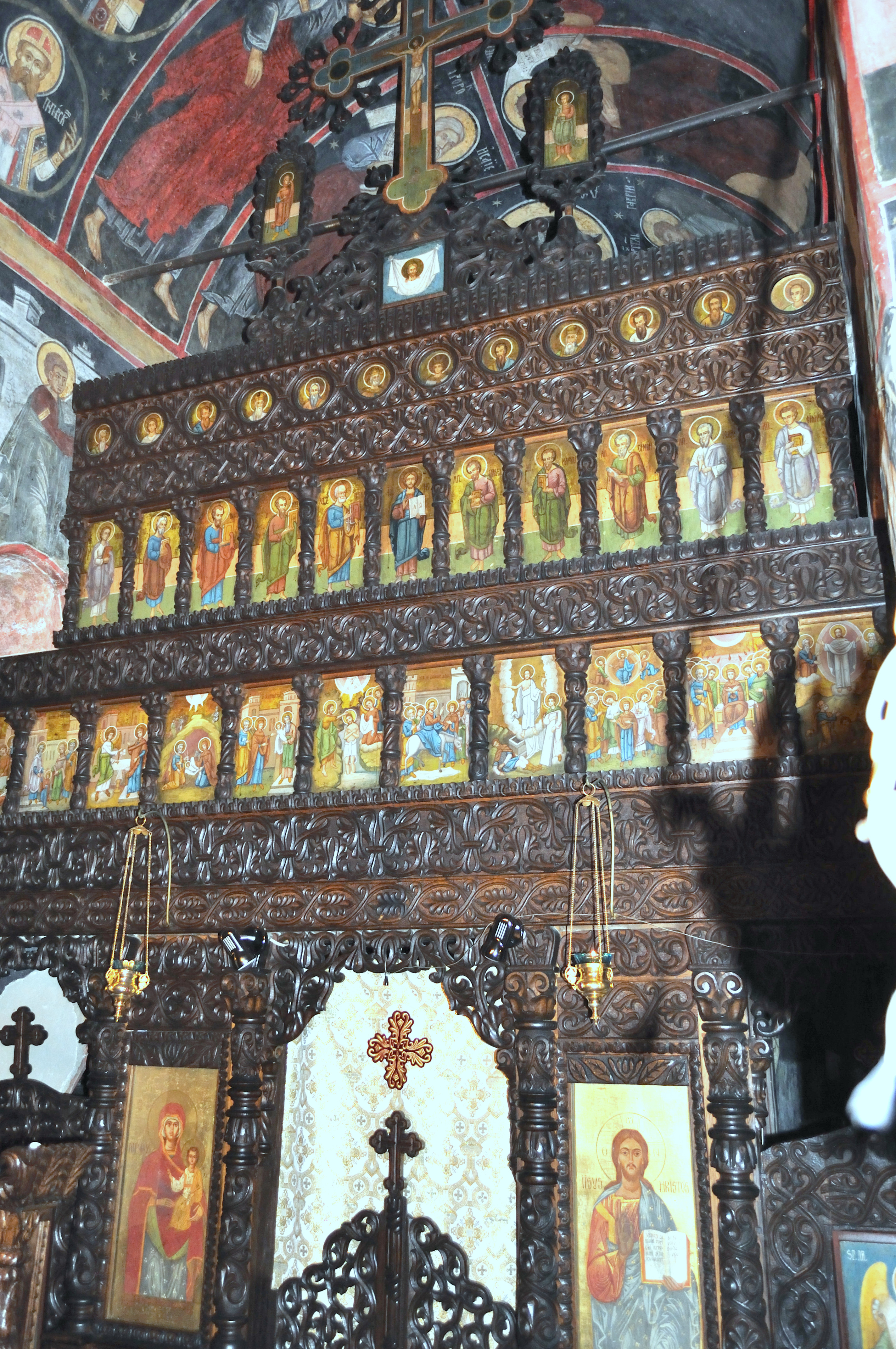
Iconostasul
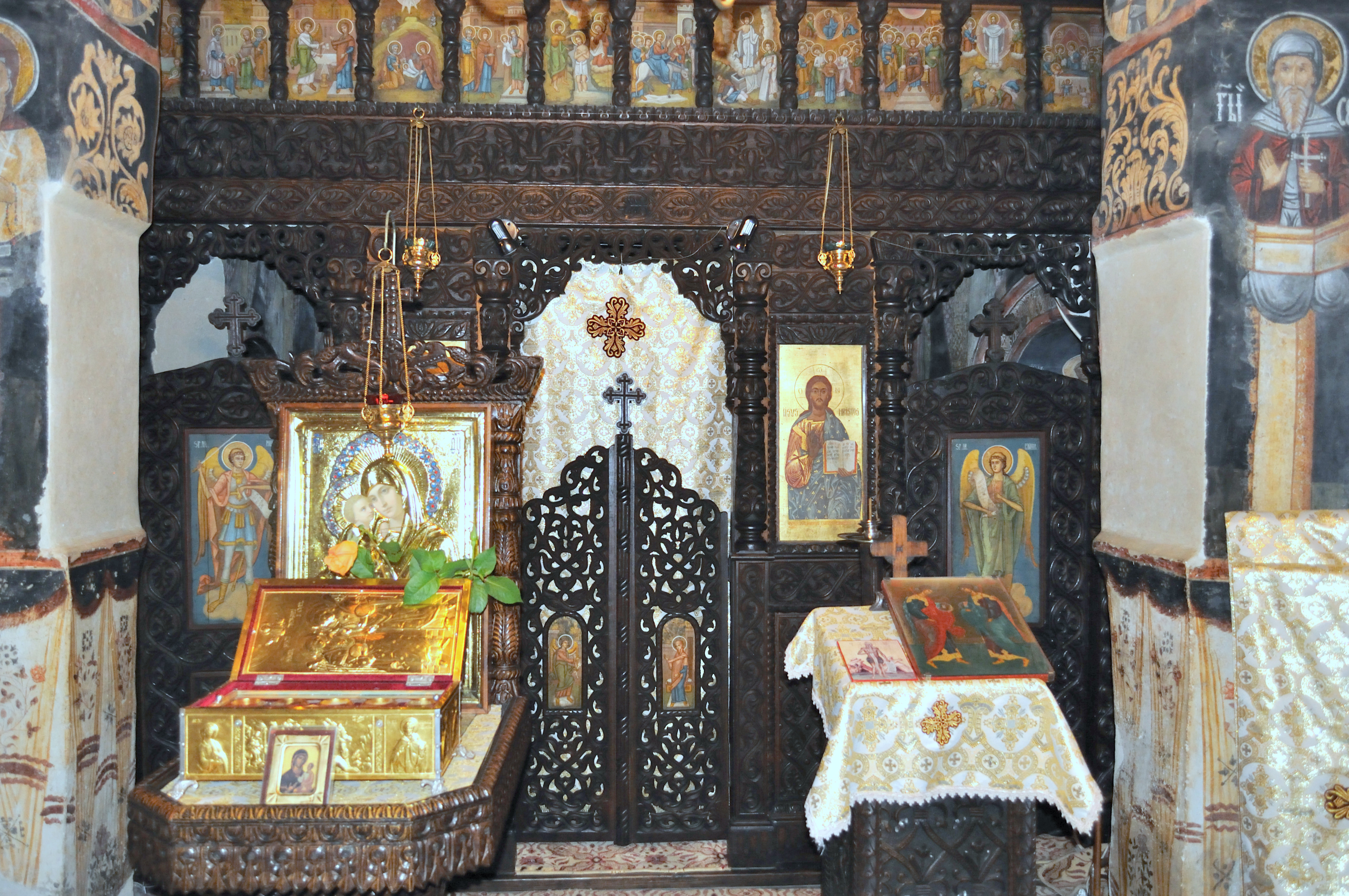
Uși și icoane împărătești
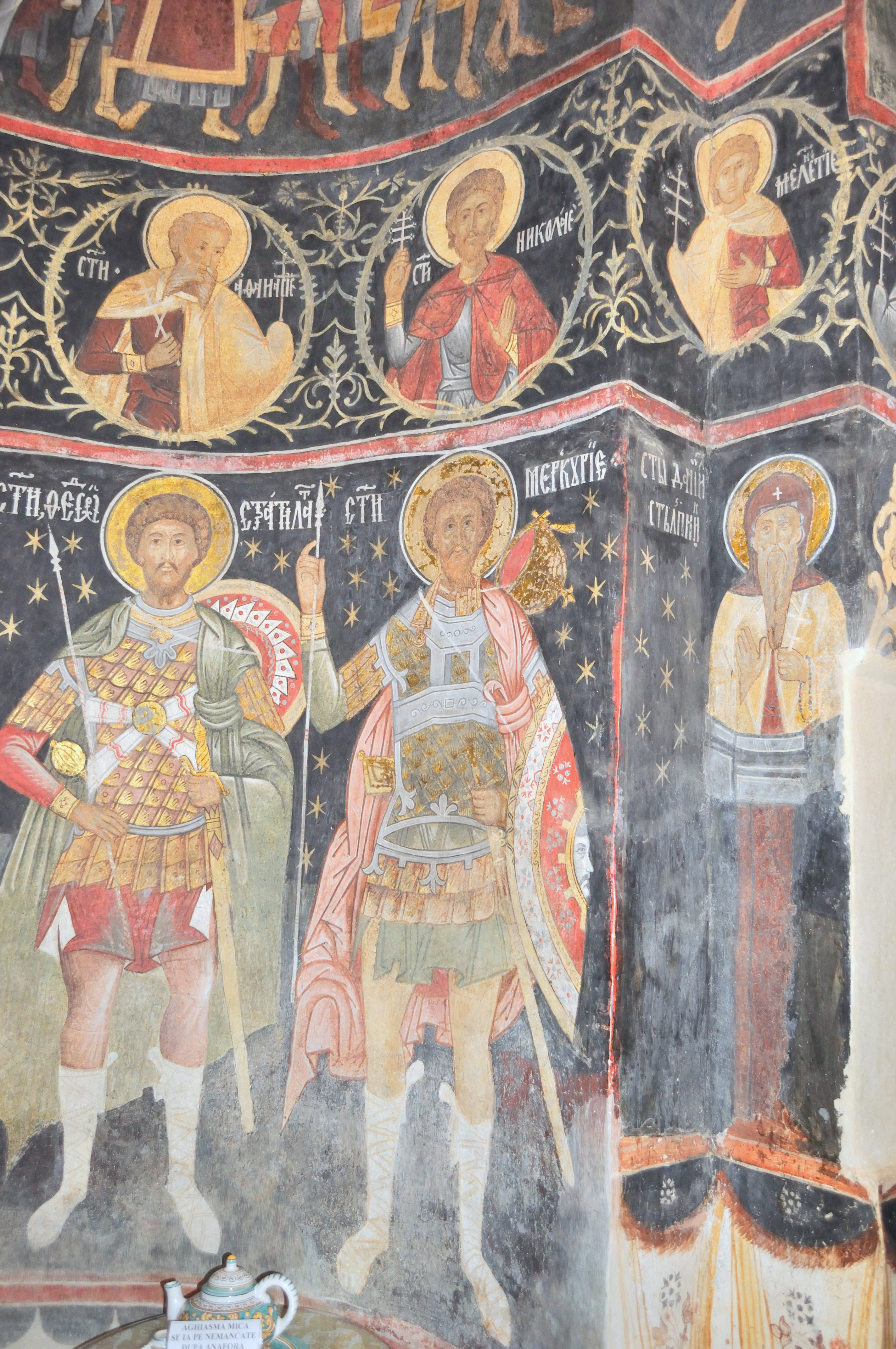
Sfinții militari
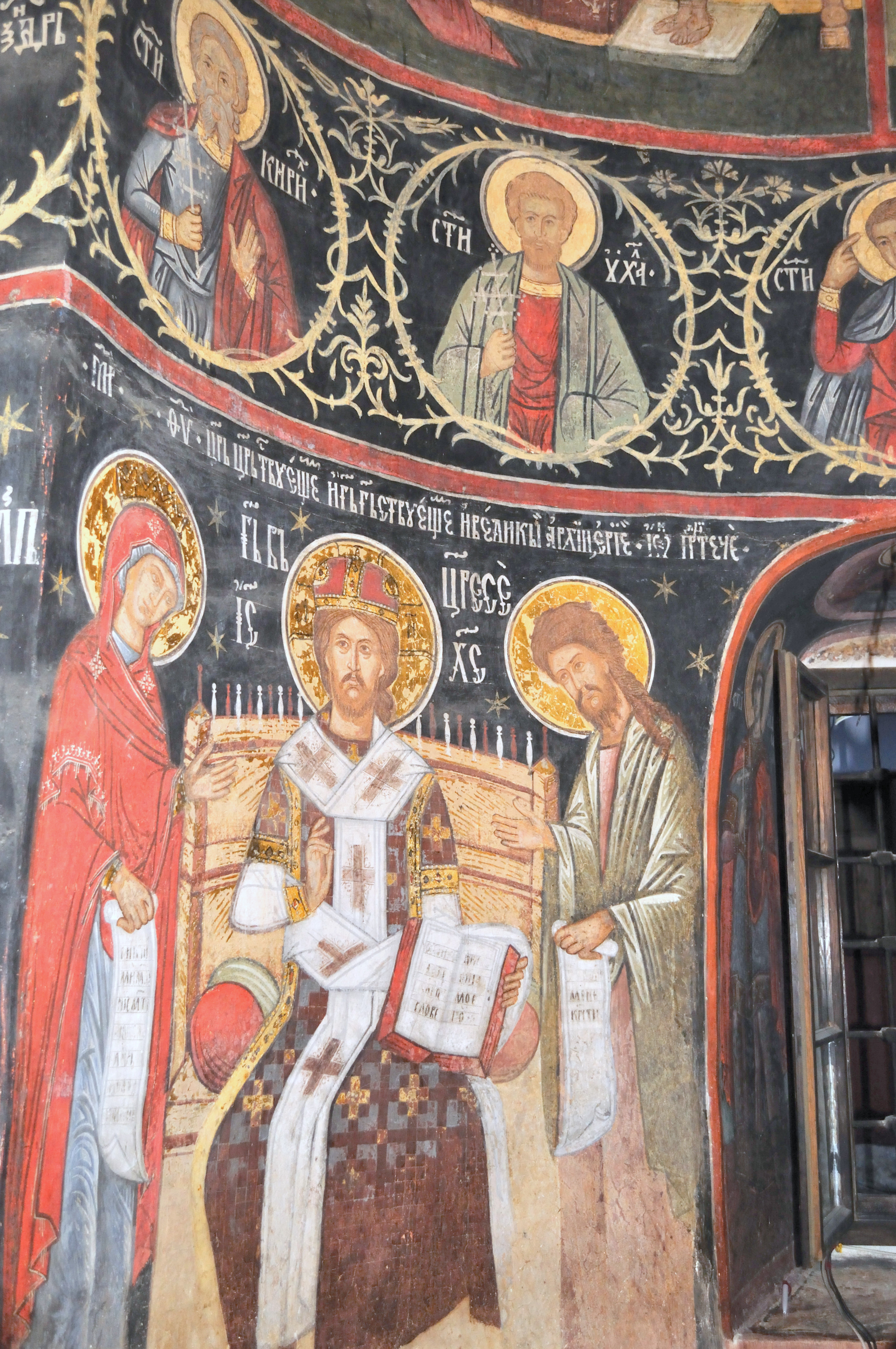
Detaliu pictură naos
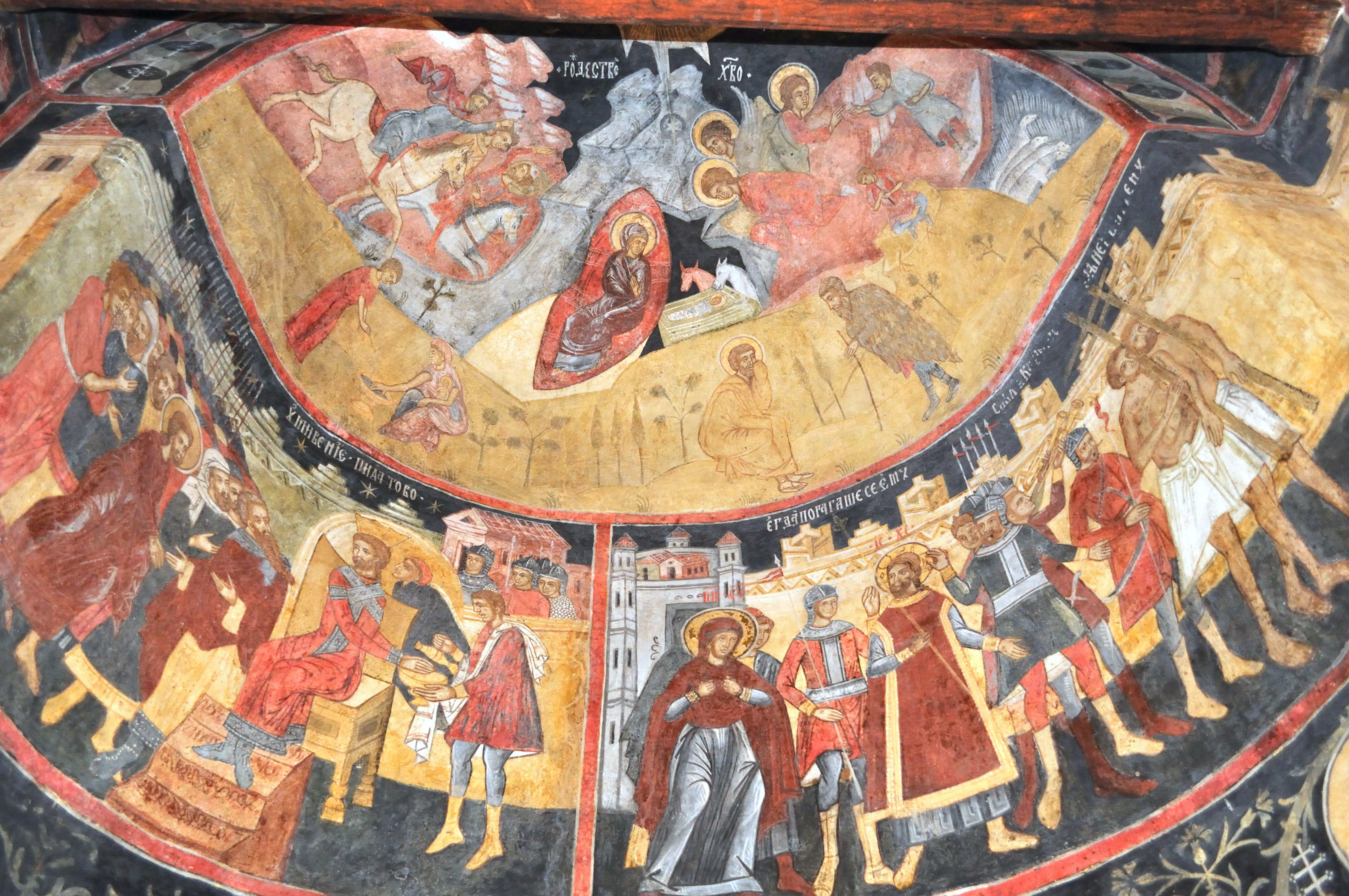
Detaliu pictură naos
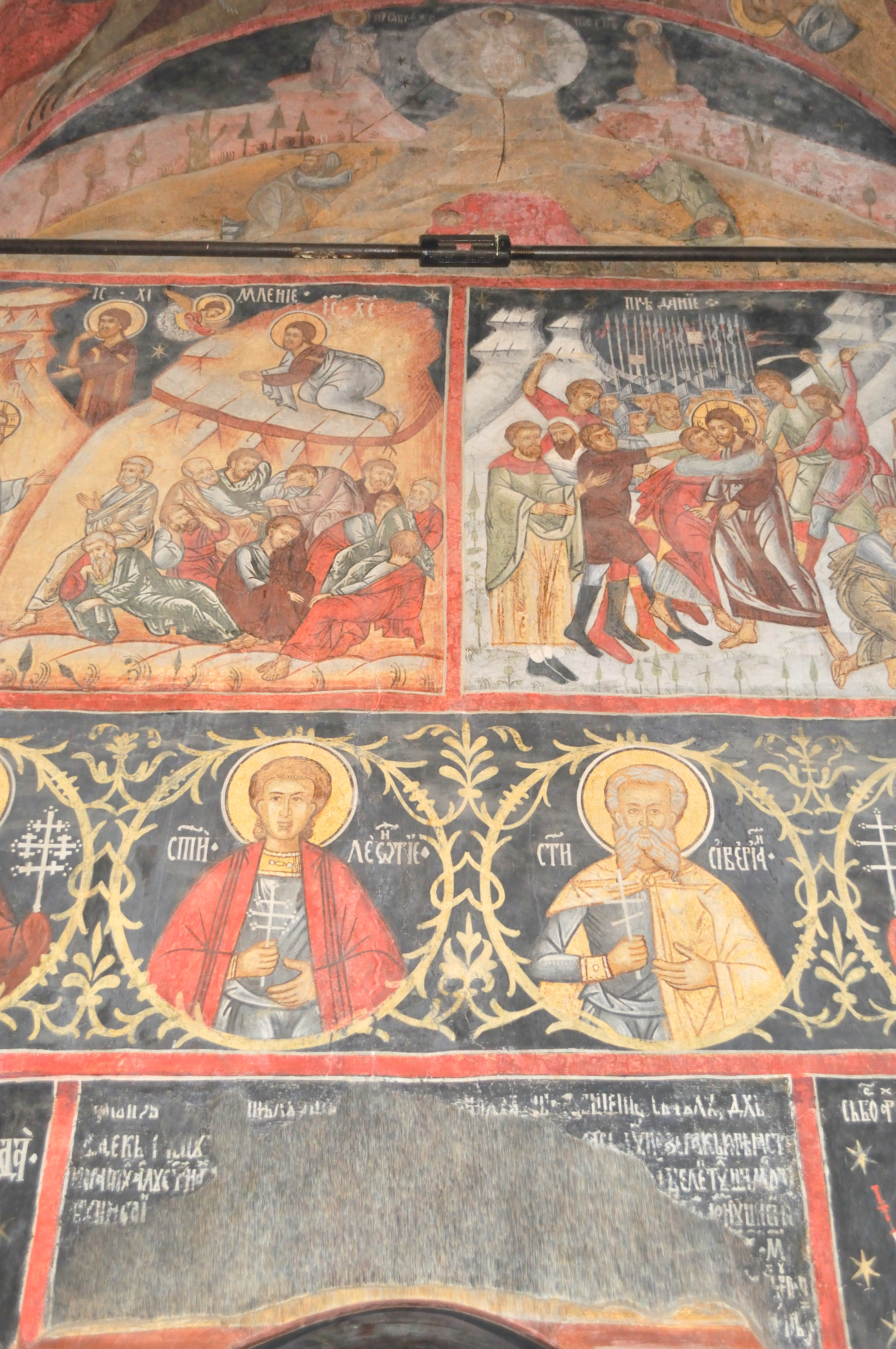
Detaliu pictură naos
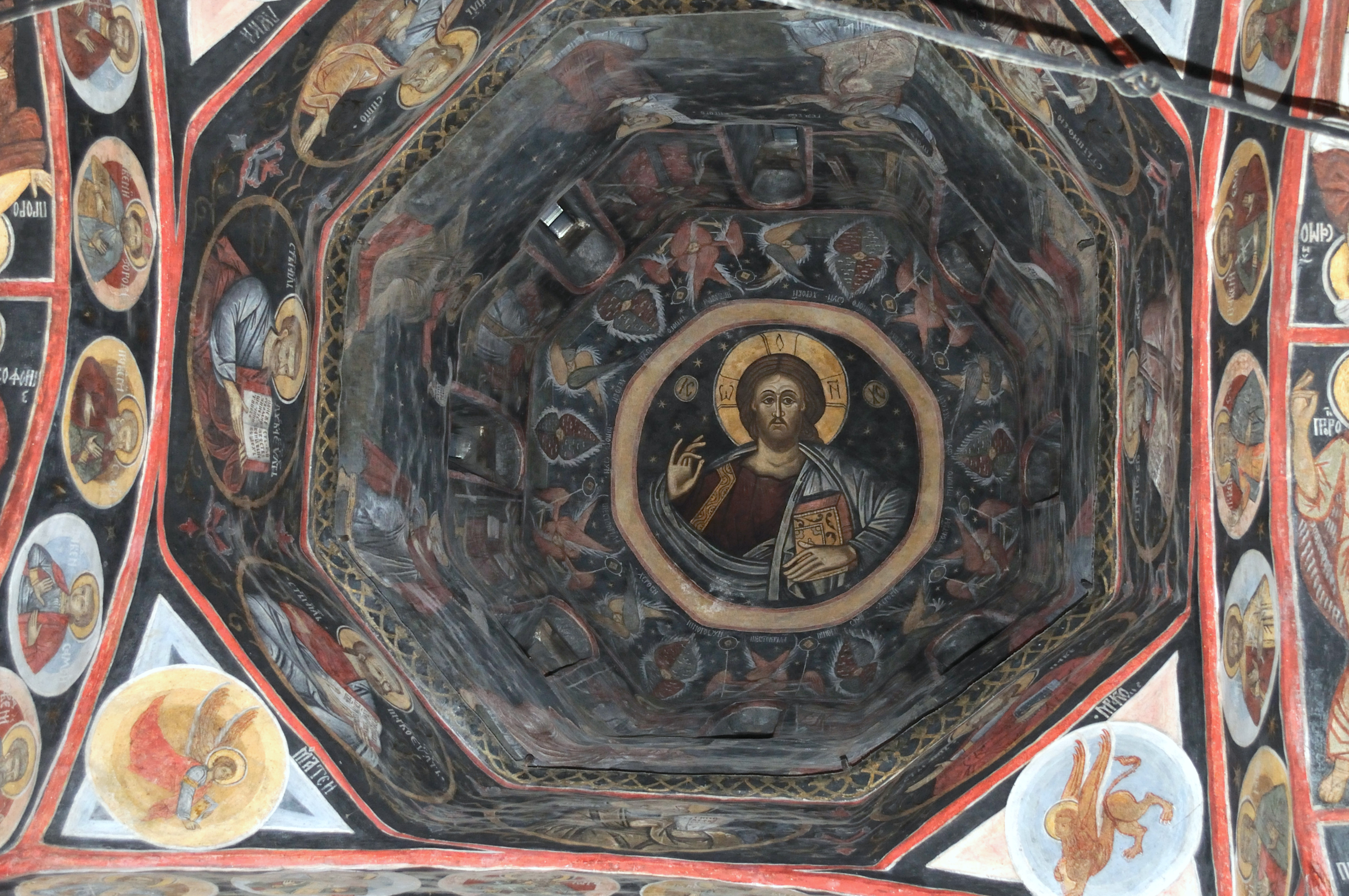
Pantocrator
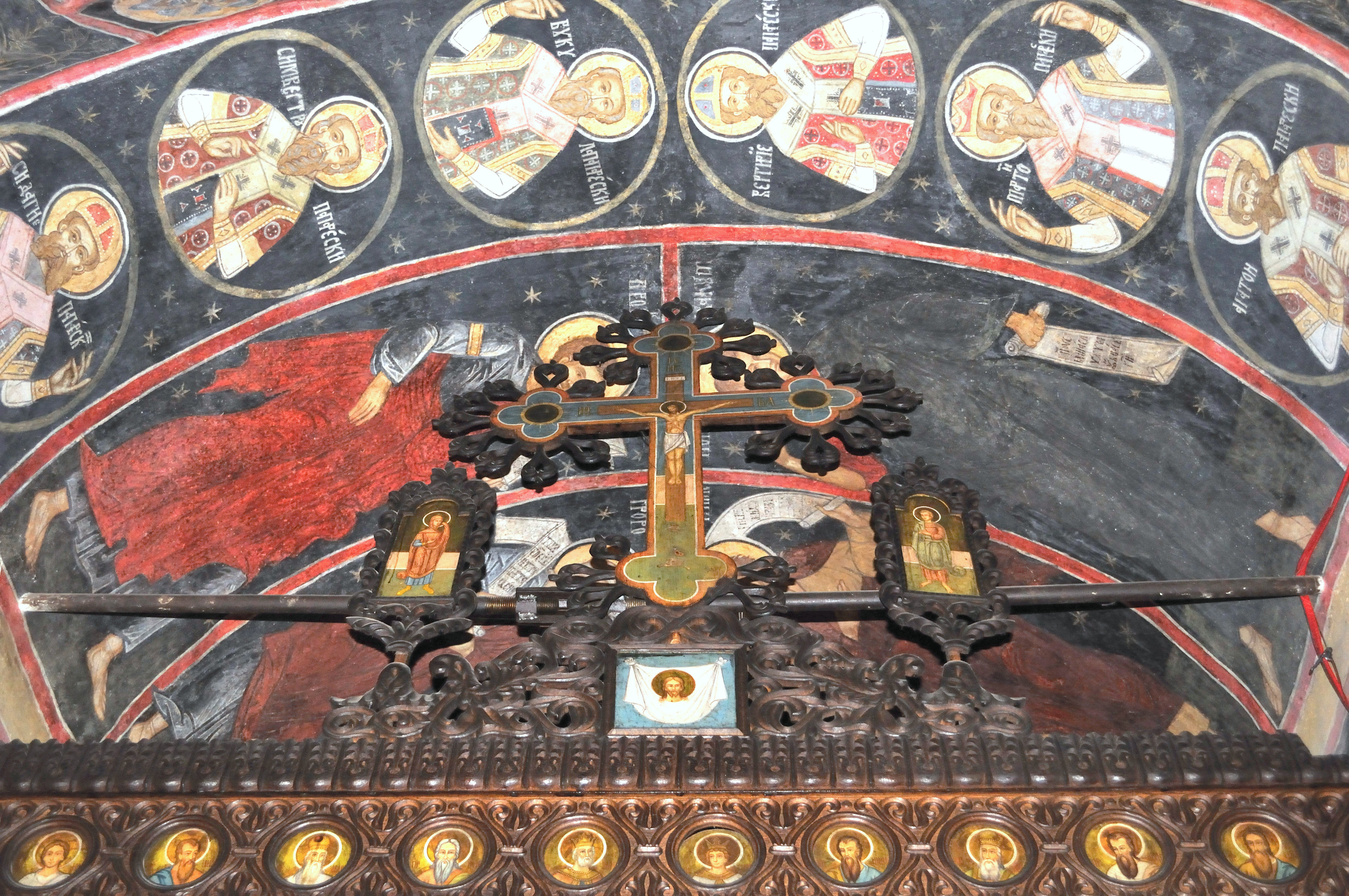
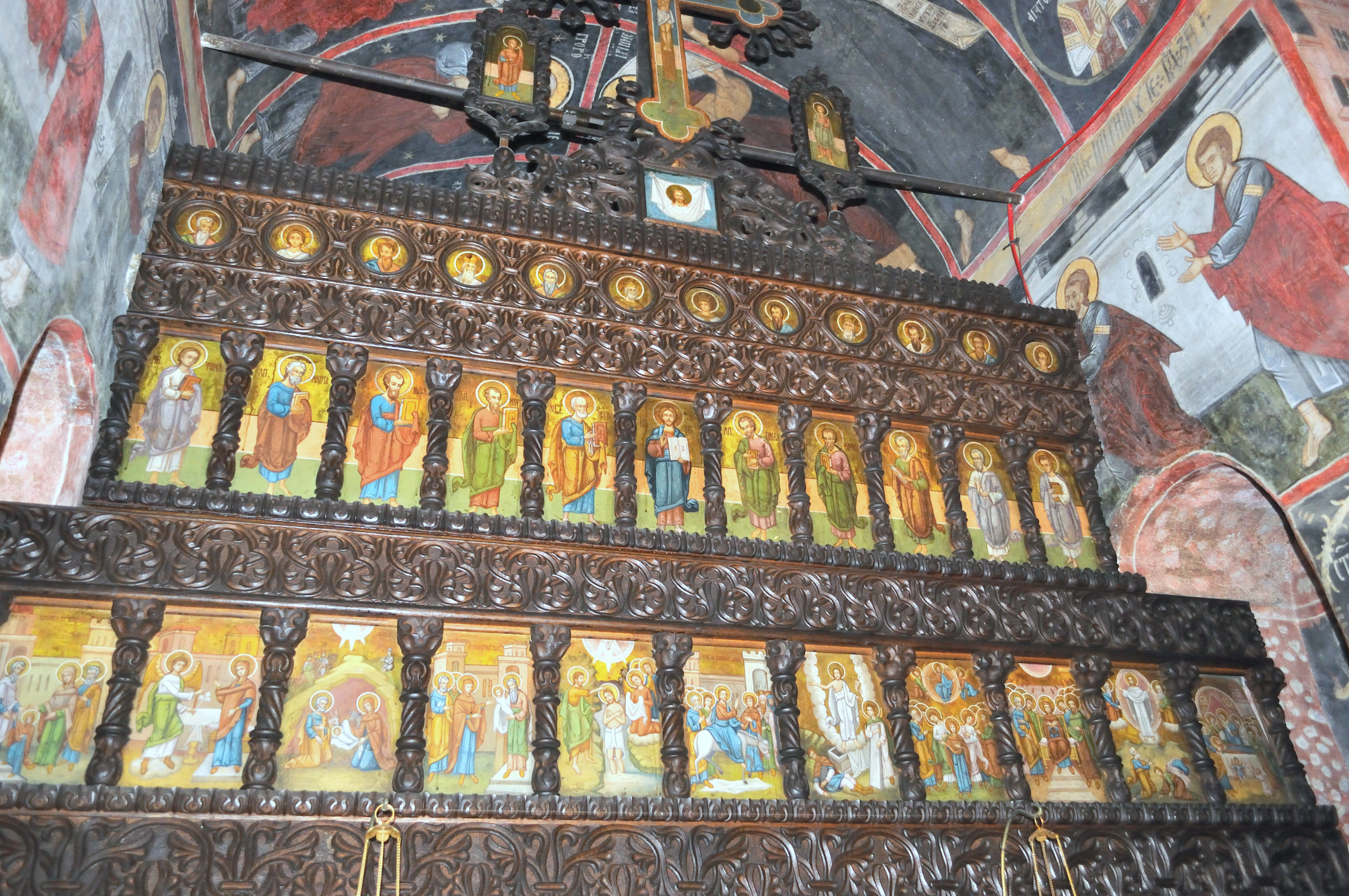
Catapeteasma
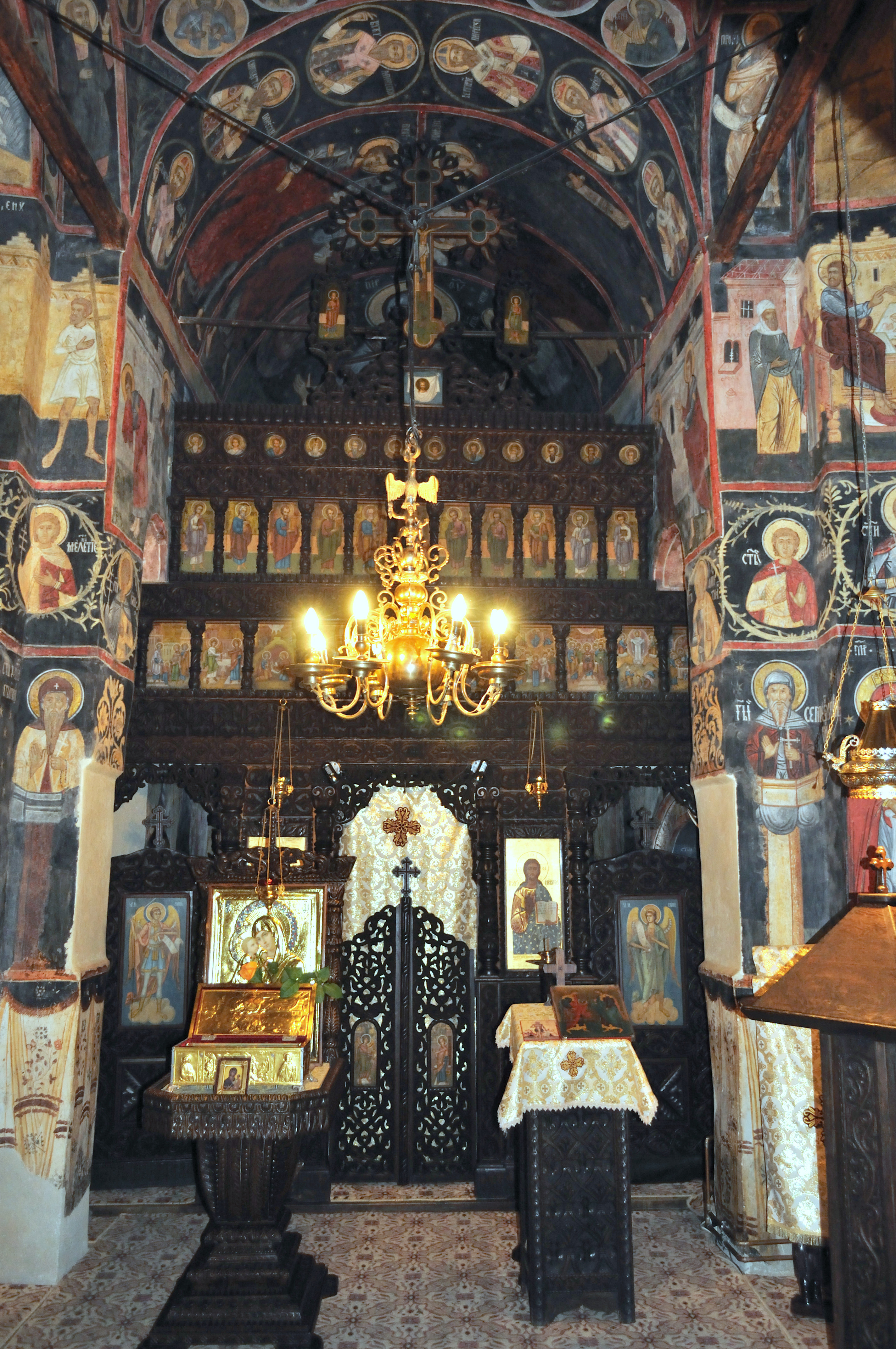
Interiorul navei spre iconostas
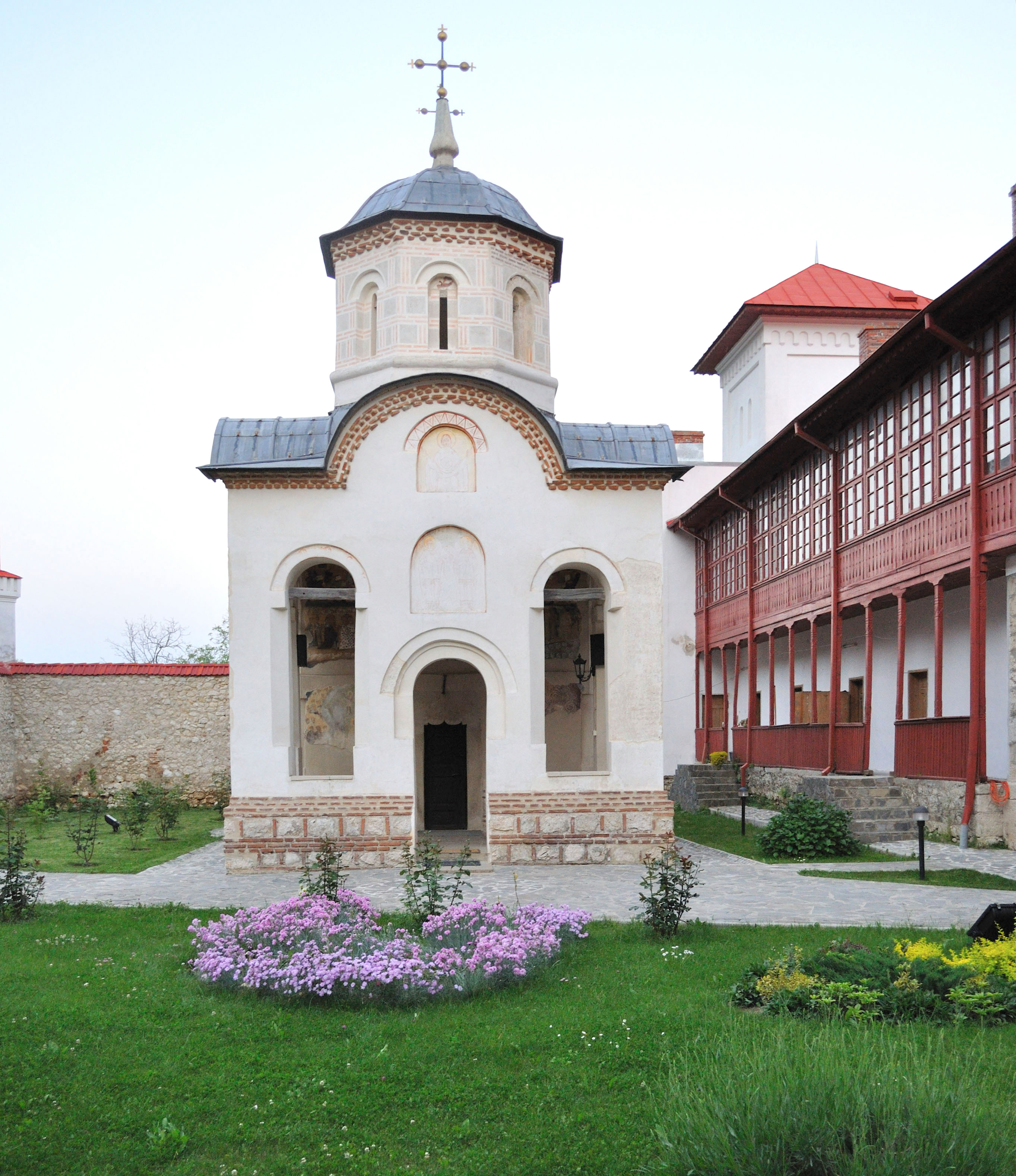
Biserica (vest)
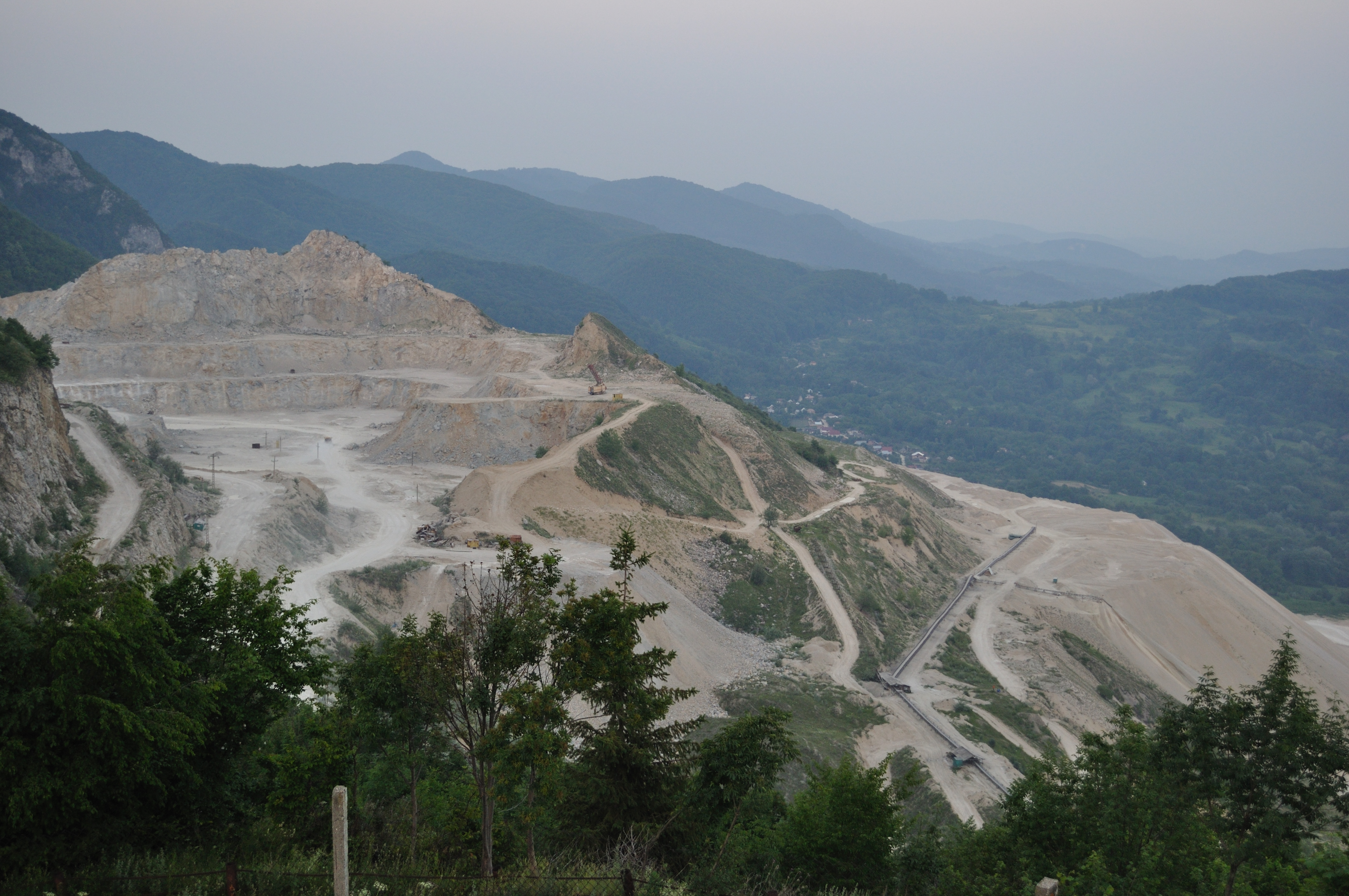
Cariera de calcar care a mutilat muntele și a făcut drumul de acces impracticabil
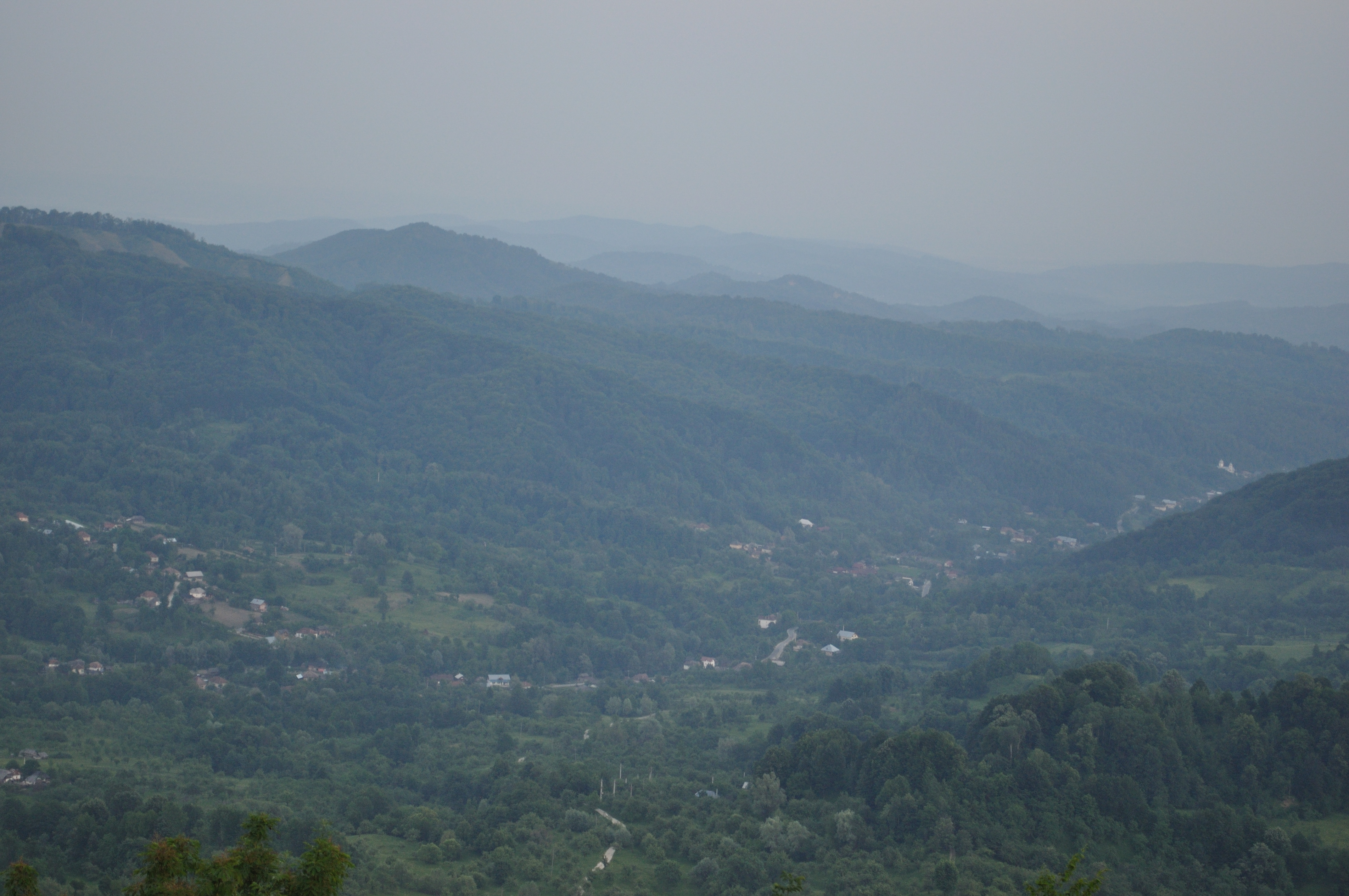
Muntele Arnota și împrejurimile
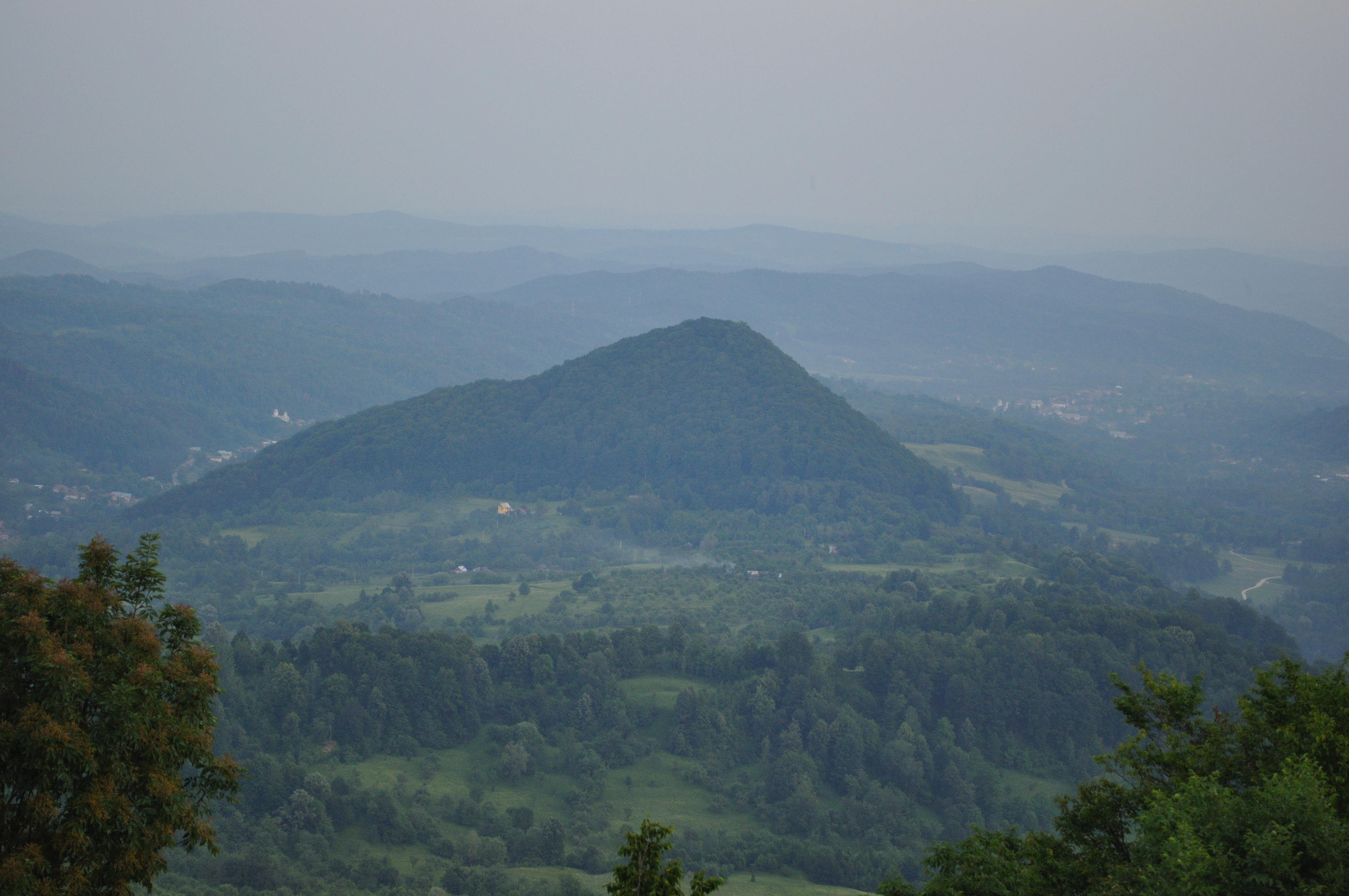
Muntele Arnota și împrejurimile